# 미국의 국가 부채

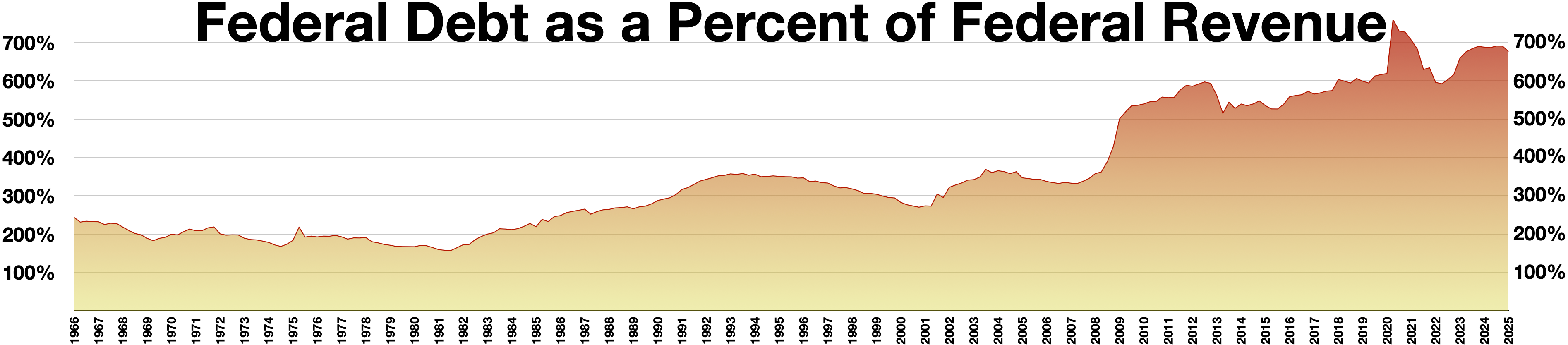
2023년 2분기 기준 연방 정부의 부채 대비 수익 비율.

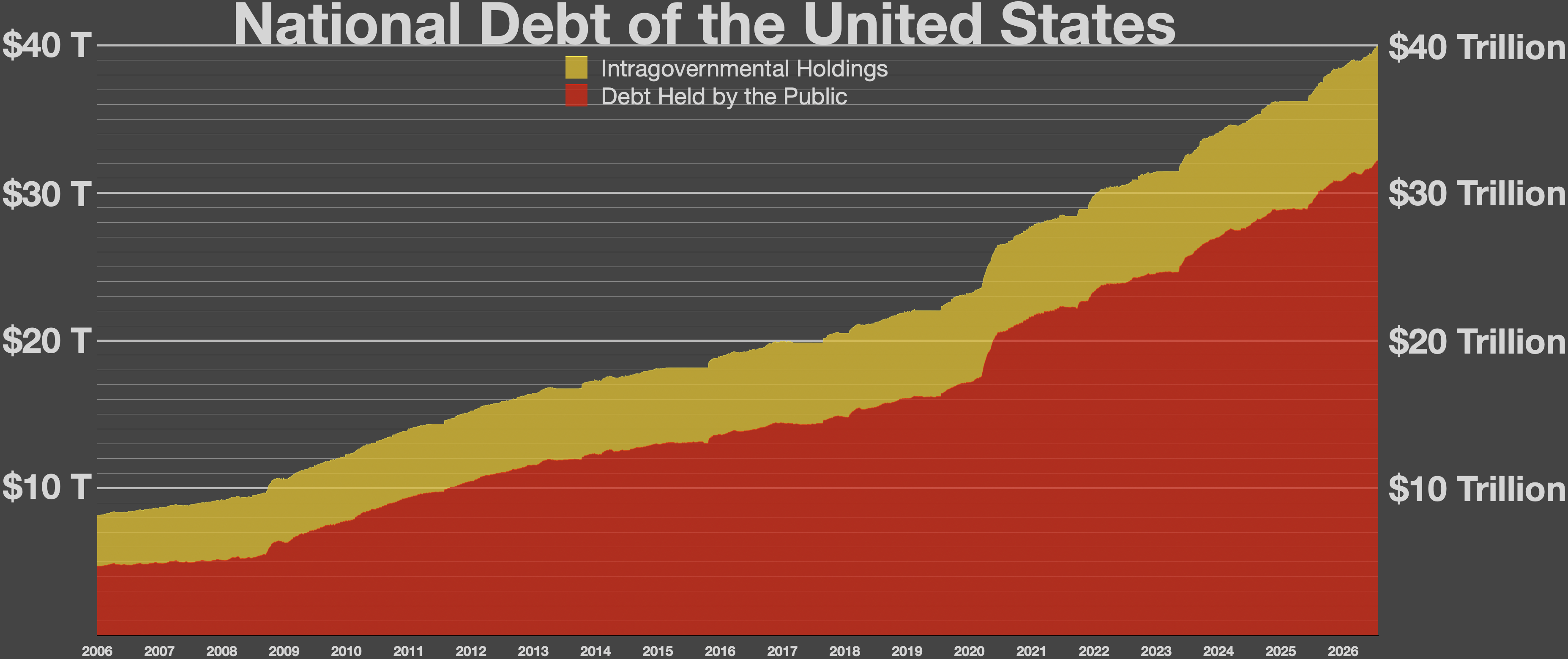
정부 내부 보유 부채
대중에 의해 보유된 부채

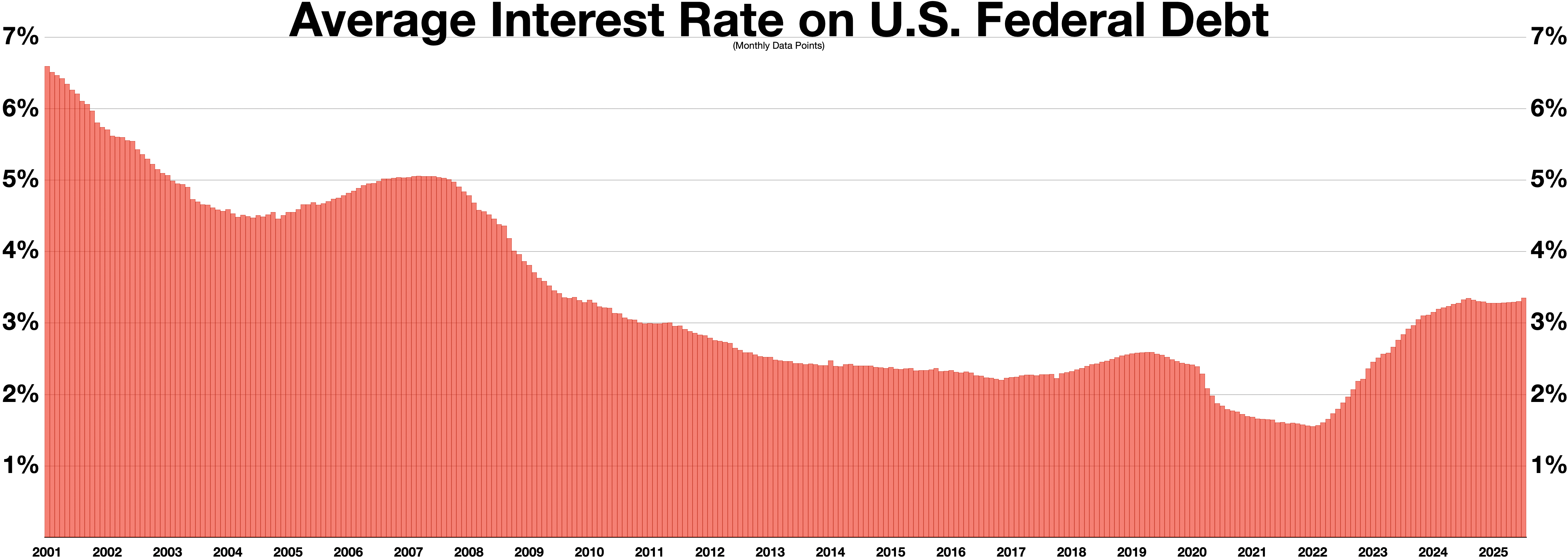
미국 연방 부채의 평균 이자율

미국의 국가 부채는 미국 재무부 채권 보유자에게 미국 연방 정부가 지고 있는 총 국가 부채다. 특정 시점의 국가 부채는 미국 재무부 및 기타 연방 기관이 발행한 당시 미결제 재무부 증권의 액면가다.
"국가 적자" 및 "국가 흑자"와 같은 관련 용어는 누적 채무 금액이 아니라 연간 연방 정부 예산 잔액을 가장 자주 나타낸다. 적자 연도에는 정부가 적자를 충당하기 위해 자금을 차입해야 하므로 국가 부채가 증가한다. 흑자 연도에는 지출보다 더 많은 돈이 유입되어 정부가 재무부 증권을 매입하여 부채를 줄일 수 있으므로 부채가 감소한다. 일반적으로 미국 정부 부채는 정부 지출로 인해 증가하고 세금 또는 기타 자금 수입으로 인해 감소하며, 둘 다 회계 연도 동안 변동한다. 재무부가 빌릴 수 있는 총액은 미국의 부채 한도에 의해 제한된다.
총 국가 부채에는 두 가지 구성 요소가 있다.
- "대중에 의해 보유된 부채" – 연방준비제도 및 외국, 주 및 지방 정부가 보유한 증권을 포함하여 연방 정부 외부의 투자자가 보유한 재무부 증권.
- "정부 계정 보유 부채" 또는 "정부 내부 보유 부채" – 사회보장신탁기금과 같이 연방 정부가 관리하는 프로그램 계정에 보관된 비시장성 재무부 증권이다. 정부 계정 보유 부채는 재무부 증권에 투자된 다양한 정부 프로그램의 누적 흑자(이자 수익 포함)를 나타낸다.

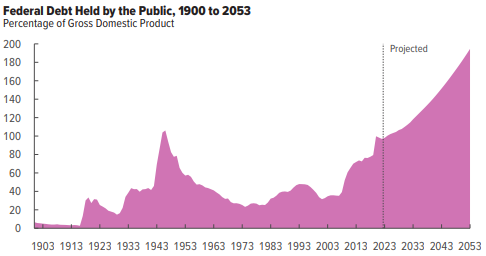
1900년 이후 국내총생산의 백분율로 측정된 미국 공공 부채 금액.

역사적으로 미국 공공 부채는 국내총생산(GDP) 대비 비율이 전쟁과 경기침체 기간 동안 증가한 후 감소했다. 예를 들어, 가장 최근에는 미국의 코로나19 범유행 동안 연방 정부가 수조 달러를 바이러스 지원 및 경제 구호에 지출했다. 미국 의회예산처(CBO)는 2020 회계연도 예산 적자가 3조 3천억 달러 또는 GDP의 16%로 2019년의 세 배 이상이며, 1945년 이후 GDP 대비 가장 높은 비율이 될 것으로 추정했다. 2021년 12월 기준, 대중에 의해 보유된 부채는 GDP의 96.19%로 추정되었으며, 이 공공 부채의 약 33%는 외국인(정부 및 민간)이 소유하고 있었다.
GDP 대비 부채 비율은 정부 흑자 또는 GDP 성장 및 인플레이션으로 인해 감소할 수 있다. CBO는 2024년 2월에 대중이 보유한 연방 부채가 2024년 GDP의 99%에서 2034년 116%로 증가할 것으로 예상되며, 현재 법률이 일반적으로 변경되지 않으면 계속 증가할 것이라고 추정했다. 이 기간 동안 이자 비용 및 의무 지출의 증가는 수익 및 경제의 성장을 능가하여 부채를 증가시킨다. 이러한 요인이 2034년 이후에도 지속되어 연방 부채를 더욱 증가시키면 2054년에는 GDP의 172%에 달할 것이다.
미국은 세계에서 가장 많은 외채를 보유하고 있다. 2021년 12월 기준 외국 기관이 보유한 미국 재무부 증권 총액은 7조 7천억 달러로 2020년 12월의 7조 1천억 달러에서 증가했다. 총 미국 연방 정부 부채는 2022년 2월 역사상 처음으로 30조 달러를 돌파했다. 2023년 12월 기준, 총 연방 부채는 33조 1천억 달러로, 이 중 26조 5천억 달러는 대중에 의해 보유되었고 12조 1천억 달러는 정부 내부 부채였다. 이 부채를 상환하는 연간 비용은 2023년 7월 7,260억 달러였으며, 이는 총 연방 지출의 14%를 차지했다. 또한 최근 수십 년 동안 인구 구성의 노령화와 의료비 상승으로 인해 연방 정부의 재정 정책의 장기적인 지속 가능성에 대한 우려가 제기되었다.
2024년 2월, 총 연방 정부 부채는 지난 6월 이후 두 번의 100일 기간 동안 각각 약 1조 달러씩 증가한 후 34조 4천억 달러로 늘어났다. 2024년, 국가 부채에 대한 연방 정부의 이자 지불액은 메디케어와 국방 지출을 모두 넘어섰다. 2025년 3월 6일 기준, 연방 정부 부채는 36조 560억 달러다.

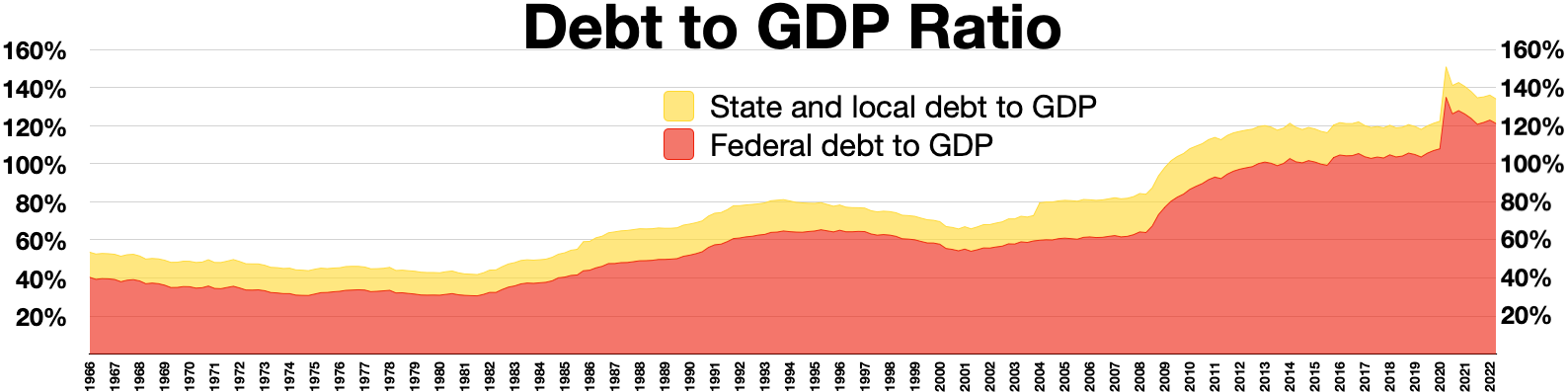
GDP 대비 부채
주 및 지방 GDP 대비 부채
연방 GDP 대비 부채

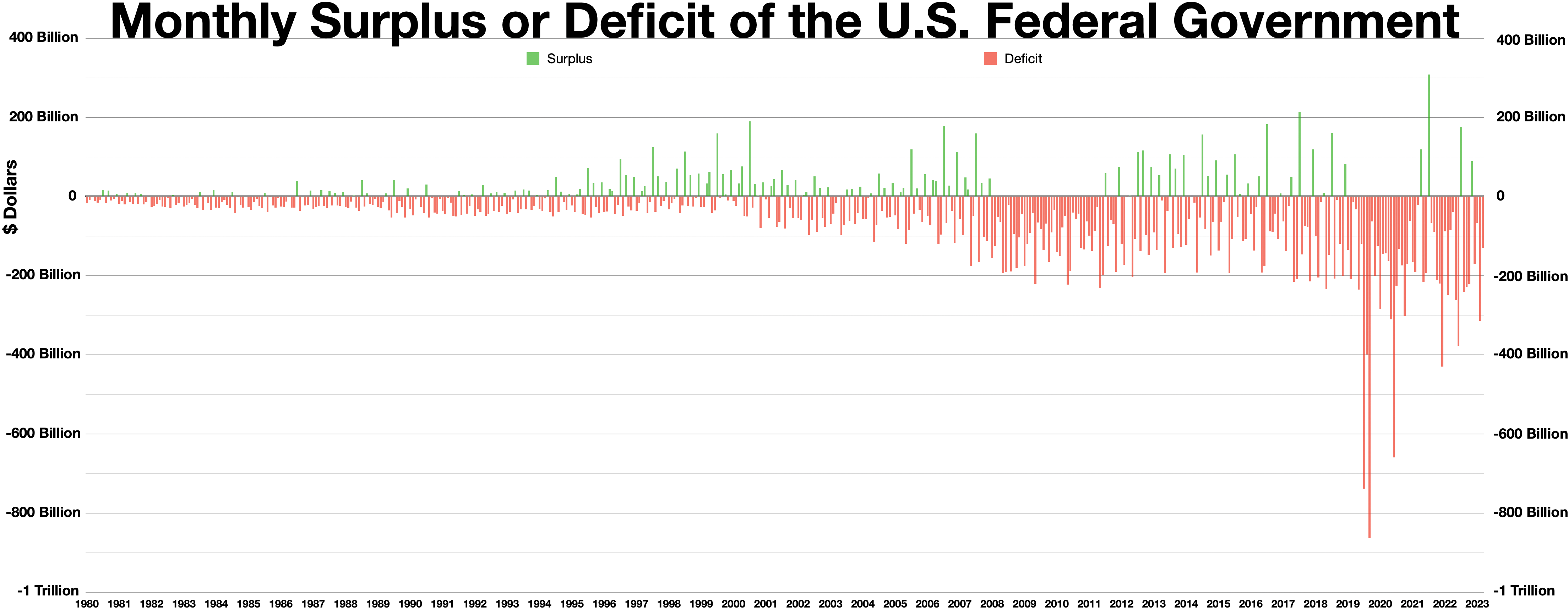
월별 적자 또는 흑자

## 역사
미국 연방 정부는 1835-1836년 앤드루 잭슨 대통령 재임 기간 동안 국가 부채를 완전히 갚은 약 1년 동안을 제외하고 1789년 설립 이후 지속적으로 변동하는 공공 부채를 보유해왔다. 수년간 비교할 수 있도록 공공 부채는 종종 GDP 대비 비율로 표시된다. GDP 대비 미국 공공 부채는 해리 S. 트루먼의 첫 대통령 임기 동안 그리고 제2차 세계 대전 이후에 최고 수준에 도달했다. GDP 대비 공공 부채는 제2차 세계 대전 이후 기간에 빠르게 감소하여 리처드 닉슨 재임 기간인 1974년에 최저치를 기록했다. 그 이후로 지미 카터와 빌 클린턴 대통령 임기 동안을 제외하고 GDP 대비 부채는 지속적으로 증가했다.
1980년대 로널드 레이건이 미국 의회와 세금 인하 및 국방비 지출 증액을 협상하면서 공공 부채는 급격히 증가했다. 1990년대에는 국방비 지출 감소, 세금 증가, 1990년대 호황으로 인해 감소했다. 조지 W. 부시 행정부와 2008년 금융 위기 이후 공공 부채는 급격히 증가했으며, 그 결과 세수입이 크게 감소하고 2008년 긴급 경제 안정화법과 2009년 미국 경기 부양 및 재투자법과 같은 지출이 증가했다.

미국 의회예산처(CBO)는 10월 5일에 발표된 2018년 9월 월간 보고서에서 재무부의 "일일 재무 성명(DTS)" 데이터를 기반으로 2018 회계연도(2017년 10월부터 2018년 9월까지)의 연방 예산 적자가 약 7,820억 달러였다고 밝혔다. 이는 2017 회계연도보다 1,160억 달러 증가한 금액이다.
 CBO 보고서에 요약된 재무부 성명에 따르면 2017년과 2018년 법인세는 920억 달러 감소하여 31% 하락했다. CBO는 "하락의 절반 정도가 6월 이후 발생했다"며, 이는 2017년 세금 감면 및 일자리법의 일부 조항이 발효되면서 "새로운 낮은 법인세율과 장비 구매에 대한 전체 가치를 즉시 공제할 수 있는 확대된 능력"이 포함되었기 때문이라고 덧붙였다. (~2018년 2019 기준 1.36조)
월스트리트 저널 및 비즈니스 인사이더의 기사에 따르면, 2018년 10월 29일 재무부가 발표한 문서를 바탕으로 한 재무부의 예측은 2018 회계연도 4분기까지 약 1조 3,380억 달러(~2018년 2019 기준 1.36조 원)의 부채를 발행할 것으로 추정했다. 이는 2010년에 1조 5,860억 달러(~2010년 2019 기준 1.86조 원)를 기록한 이후 가장 높은 부채 발행액이 될 것이다. 재무부는 4분기에 발행될 "순 시장성 부채"—순 시장성 증권—가 4,250억 달러에 달할 것으로 예상했으며, 이는 2018년 "총 부채 발행액"을 1조 달러 이상의 신규 부채로 끌어올릴 것이며, 이는 "2017년 대비 146% 증가"를 나타낸다. 저널에 인용된 바와 같이 이는 "금융 위기가 한창이던 2008년 이후 가장 높은 4분기 발행액"이다. 저널과 비즈니스 인사이더에 따르면, 신규 부채 발행의 주요 동인은 공화당의 2017년 세금 감면 및 일자리법으로 인한 "침체된", "부진한 세수입", "법인세 수입" 감소, "초당파적 예산 합의" 및 "높은 정부 지출"이다. 코로나바이러스 전염병으로 인해 국가 부채는 제2차 세계 대전 중 보았던 수준을 초과하는 수준으로 증가했으며, 이는 미국이 공식적으로 부채액을 전례 없는 수준으로 증가시켰음을 의미한다.

## 평가 및 측정

### 공공 및 정부 계정

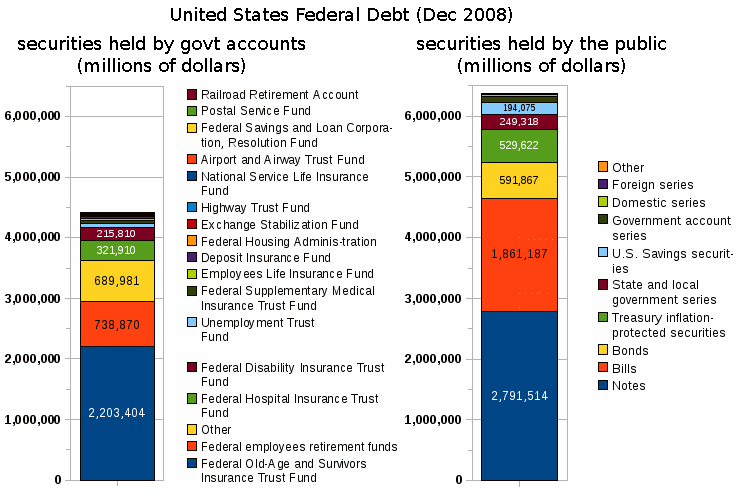
재무부 부채의 정부 보유자 및 공공 부채에 사용된 부채 상품에 대한 자세한 분석

2025년 3월 6일 기준, 대중에 의해 보유된 부채는 29조 달러, 정부 내부 보유 부채는 7조 4천억 달러로 총 36조 4천억 달러다. 2017년 대중에 의해 보유된 부채는 GDP의 약 77%로 207개국 중 43번째로 높았다. CBO는 2018년 4월에 이 비율이 2028년까지 거의 100%로 증가할 것으로 예측했으며, 현재 정책이 예정된 만료일을 넘어 연장되면 더 높아질 수도 있다고 밝혔다.
국가 부채는 시장성 증권 또는 비시장성 증권으로도 분류할 수 있다. 시장성 증권의 대부분은 전 세계 투자자와 정부가 보유한 재무부 어음, 채권, 공채이다. 비시장성 증권은 주로 사회보장신탁기금과 같은 특정 정부 신탁 기금에 속하는 "정부 계정 시리즈"이며, 2017년에는 2조 8,200억 달러(~2017년 2019 기준 2.94조 원)를 차지했다.
비시장성 증권은 프로그램 수혜자에게 빚진 금액을 나타낸다. 예를 들어, 현금은 수령되었지만 다른 목적으로 지출되었다. 정부가 예산의 다른 부분에서 적자를 계속 기록한다면, 정부는 사회보장신탁기금에 자금을 지원하기 위해 대중이 보유한 부채를 발행해야 할 것이며, 이는 사실상 한 종류의 부채를 다른 종류로 교환하는 것이다. 기타 대규모 정부 내부 보유자로는 연방 주택 관리국, 연방 저축 및 대출 공사의 해결 기금, 연방 병원 보험 신탁 기금(메디케어) 등이 있다.

### 회계 처리

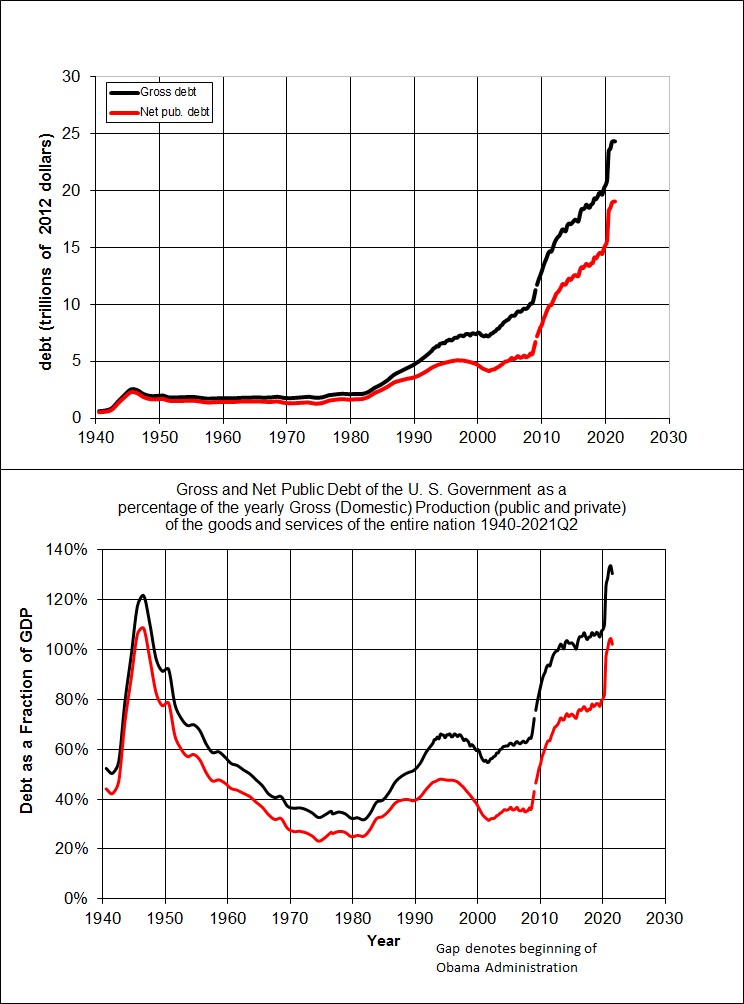
1940년부터 2021년 2분기까지의 미국 부채. 빨간색 선은 "대중에 의해 보유된 부채"를 나타내고, 검은색 선은 총 국가 부채 또는 총 공공 부채를 나타낸다. 차이는 사회보장과 같은 정부 프로그램에 대한 의무를 포함하는 "정부 내부 부채"이다. 공식으로 표현하면, 국가 부채 = 대중에 의해 보유된 부채 + 정부 내부 부채이다. 두 번째 패널은 두 가지 부채 수치를 미국 GDP(해당 연도의 미국 경제 생산액) 대비 백분율로 보여준다. 상단 패널은 매년 2012년 달러로 표현하기 위해 물가 상승률을 조정했다.

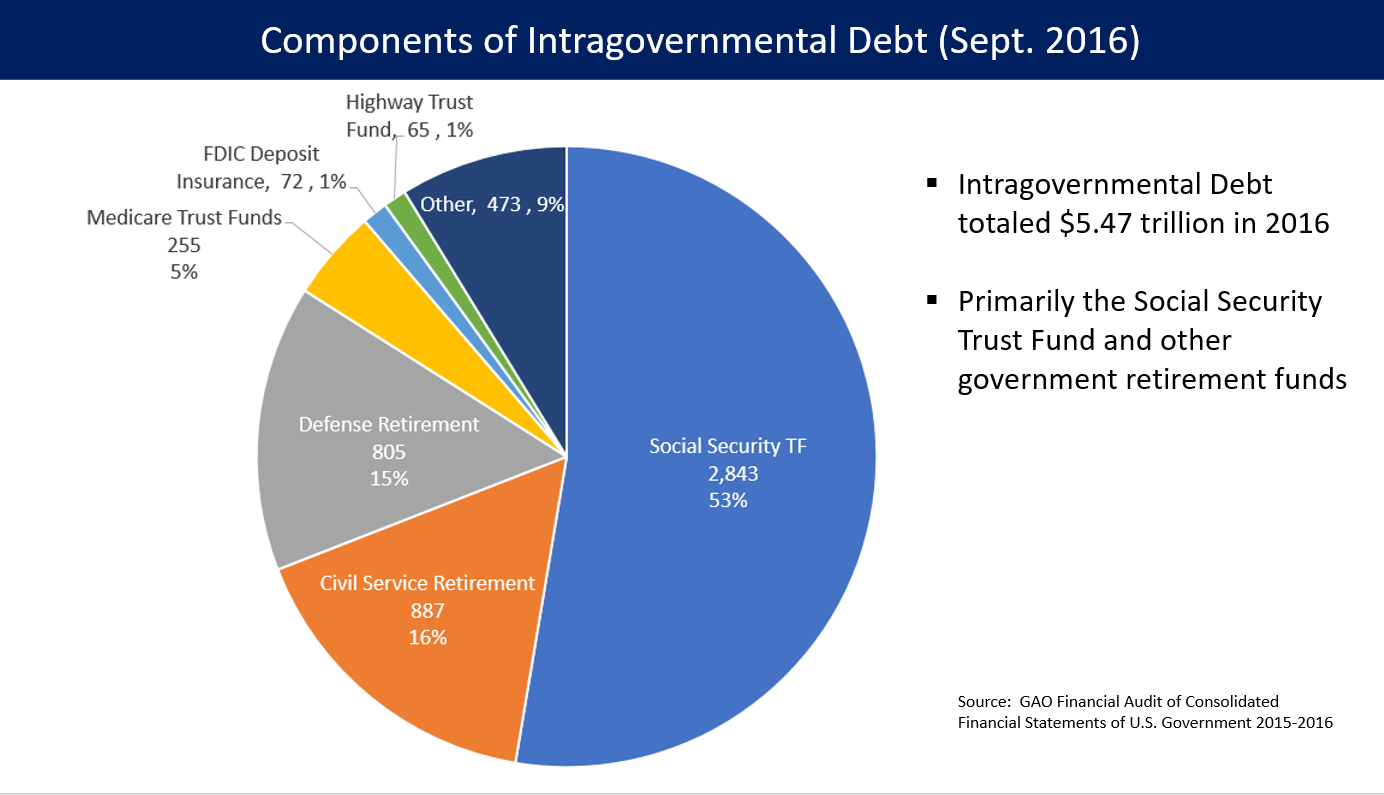
2016년 9월 기준 총 5조 4,700억 달러에 달하는 미국 정부 내부 부채 구성 요소. 이 부채는 주로 사회보장 수급자 및 퇴직 연방 정부 직원(군인 포함)에 대한 의무를 나타낸다.

대중에 의해 보유된 부채만 미국 정부의 통합 재무제표에 부채로 보고된다. 미국 정부 계정이 보유한 부채는 해당 계정에는 자산이지만 재무부에는 부채이며, 통합 재무제표에서는 서로 상쇄된다. 정부 수입 및 지출은 일반적으로 현금 기준이 아닌 발생주의 기준으로 제시되지만, 발생주의 기준은 정부의 연간 운영의 장기적 영향에 대한 더 많은 정보를 제공할 수 있다. 미국 공공 부채는 종종 공공 부채 대 GDP 비율로 표시된다. 부채 대 GDP 비율은 정부 흑자뿐만 아니라 GDP 성장 및 인플레이션으로 인해 감소할 수 있다.

### 패니 메이 및 프레디 맥 의무 제외
정상적인 회계 원칙에 따르면 완전 소유 자회사는 소유주의 장부에 통합되어야 하지만, 패니 메이와 프레디 맥의 거대한 규모 때문에 미국 정부는 이들을 자체 장부에 통합하는 것을 꺼렸다. 이 두 모기지 회사가 구제금융을 필요로 했을 때, 짐 너슬 백악관 예산 국장은 2008년 9월 12일, 임시 관리 개입의 일시적인 성격 때문에 정부 보증 기업 (GSE) 부채를 예산에 포함하지 않을 것이라고 처음 밝혔다. 개입이 길어지면서 일부 전문가들은 2012년 8월의 변경이 "이들을 더욱 영구적인 국가의 보호 대상으로 만들고 정부의 우선주를 영구적이고 영속적인 형태의 증권으로 변환시켰다"고 지적하며 이러한 회계 처리에 의문을 제기하기 시작했다.
연방 정부는 일반적으로 일관되지 않은 회계 관행을 비판할 공공 기업 회계 감독 위원회를 통제하지만, 자체 정부의 회계 관행이나 연방회계기준자문위원회에서 정한 기준을 감독하지는 않는다. 이 두 독립 GSE의 대차대조표 내외 부채는 관리 감독이 시작될 당시 5조 달러를 약간 넘었으며, 주로 모기지 지불 보증 및 정부 기관 발행 채권으로 구성되었다. GSE의 혼란스러운 독립적이면서도 정부 통제 상태로 인해 2014년에는 기존 보통주 및 우선주 투자자들이 다양한 행동주의 캠페인을 시작했다.

### 보증 채무 제외
미국 연방 정부의 보증은 공공 부채 총액에 포함되지 않았는데, 이는 인출되지 않았기 때문이다. 2008년 말, 연방 정부는 2008년 금융 위기로 인한 문제를 해결하기 위해 고안된 여러 프로그램을 통해 뮤추얼 펀드, 은행 및 기업의 많은 채무를 보증했다. 이 보증 프로그램은 의회가 연장하지 않기로 결정한 2012년 말에 만료되었다. 문제 자산 구제 프로그램에 따른 투자와 같이 위기에 대응하여 이루어진 직접 투자 자금은 부채 총액에 포함되었다.

### 미확정 부채 제외

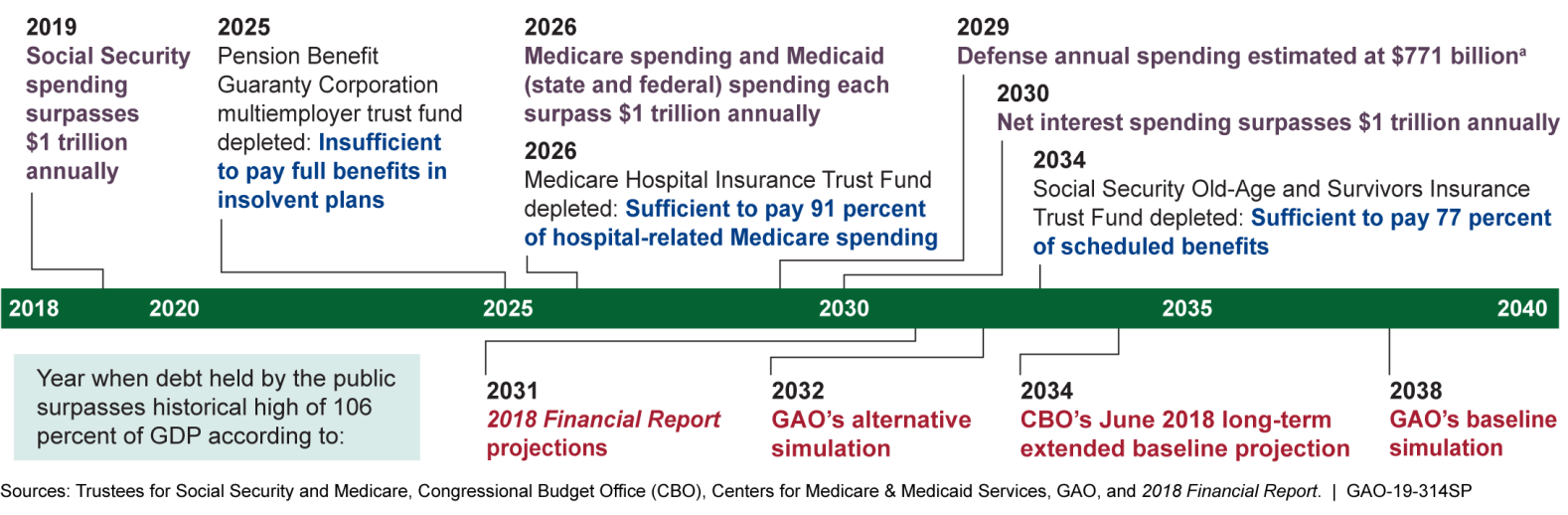
CBO의 예상 부채 이정표를 보여주는 타임라인

미국 연방 정부는 현행 법률에 따라 메디케어, 메디케이드, 사회보장과 같은 프로그램에 대한 의무적인 지불을 해야 한다. 미국 회계감사원(GAO)은 이러한 프로그램에 대한 지불액이 향후 75년 동안 세수입을 크게 초과할 것으로 예상한다. 메디케어 파트 A(병원 보험) 지불액은 이미 프로그램 세수입을 초과했으며, 사회보장 지불액은 2010 회계연도에 급여세를 초과했다. 이러한 적자는 다른 세금 원천이나 차입을 통해 자금을 조달해야 한다. 이러한 적자 또는 미확정 채무의 현재 가치는 약 45조 8천억 달러로 추정된다. 이는 현행 법률에 따라 미래에 정부가 조달해야 할 미확정 채무를 충당하기 위해 2009년에 따로 마련해야 했던 금액이다. 약 7조 7천억 달러는 사회보장과 관련이 있으며, 38조 2천억 달러는 메디케어 및 메디케이드와 관련이 있다. 다시 말해, 건강 관리 프로그램은 사회보장보다 거의 5배 더 많은 자금을 필요로 할 것이다. 이를 국가 부채 및 기타 연방 채무에 추가하면 총 채무는 거의 62조 달러에 달할 것이다. 그러나 이러한 미확정 채무는 국가 부채의 월별 재무부 보고서에 표시된 바와 같이 국가 부채에 포함되지 않는다.

### 부채 부담 측정
GDP는 경제의 총 규모와 생산량을 측정하는 척도이다. 부채 부담을 측정하는 한 가지 방법은 GDP 대비 규모를 나타내는 "GDP 대비 부채 비율"이다. 수학적으로 이는 부채를 GDP 금액으로 나눈 것이다. 미국 의회예산처는 연간 "예산 및 경제 전망"과 함께 과거 예산 및 부채 표를 포함한다. GDP 대비 공공 부채 비율은 2000년 34.7%에서 2008년 40.5%, 2011년 67.7%로 증가했다. 수학적으로 비율은 부채가 증가하더라도 GDP (인플레이션도 고려) 증가율이 부채 증가율보다 높으면 감소할 수 있다. 반대로, GDP 감소가 충분하면 부채가 감소하더라도 부채 대 GDP 비율은 증가할 수 있다. 제2차 세계 대전으로 인해 발생한 부채의 대부분은 미국 시민들에게 넘어갈 수 없었고, 시민들도 여유 자금이 없었기 때문에 부채는 해결되지 않고 계속 증가했다.
CIA 월드 팩트북에 따르면, 2015년 미국의 GDP 대비 부채 비율 73.6%는 세계에서 39번째로 높았다. 이는 "대중에 의해 보유된 부채"를 사용하여 측정된 것이다. 그러나 2015 회계연도 말 이후 1조 달러 추가 차입으로 2016년 4월 현재 이 비율은 76.2%로 증가했다. [부록 #선택된 연도의 국가 부채 참조]. 또한, 이 수치는 주 및 지방 부채를 제외한다. OECD에 따르면 2015년 4분기 미국의 일반 정부 총 부채(연방, 주, 지방)는 22조 5천억 달러(GDP의 125%)였다. 정부 내부 연방 부채 5조 2,500억 달러를 제외하고 연방 "대중에 의해 보유된 부채"만 계산하면 GDP의 96%가 된다.
총 국가 부채가 사용되면 "정부 내부 부채"를 "대중에 의해 보유된 부채"에 추가하여 비율이 더 높아진다. 예를 들어, 2016년 4월 29일 현재, 대중에 의해 보유된 부채는 약 13조 8,400억 달러(~2016년 2019 기준 14.7조 원) 또는 GDP의 약 76%였다. 정부 내부 보유액은 5조 3,500억 달러였으며, 총 공공 부채는 19조 1,900억 달러였다. 지난 12개월간 미국의 GDP는 약 18조 1,500억 달러였으며, 총 부채 대 GDP 비율은 약 106%였다. 증가하고 해결되지 않은 국가 부채는 경제가 최고 수준으로 작동할 능력을 현저히 감소시킨다.

### 부채의 연간 변화 계산

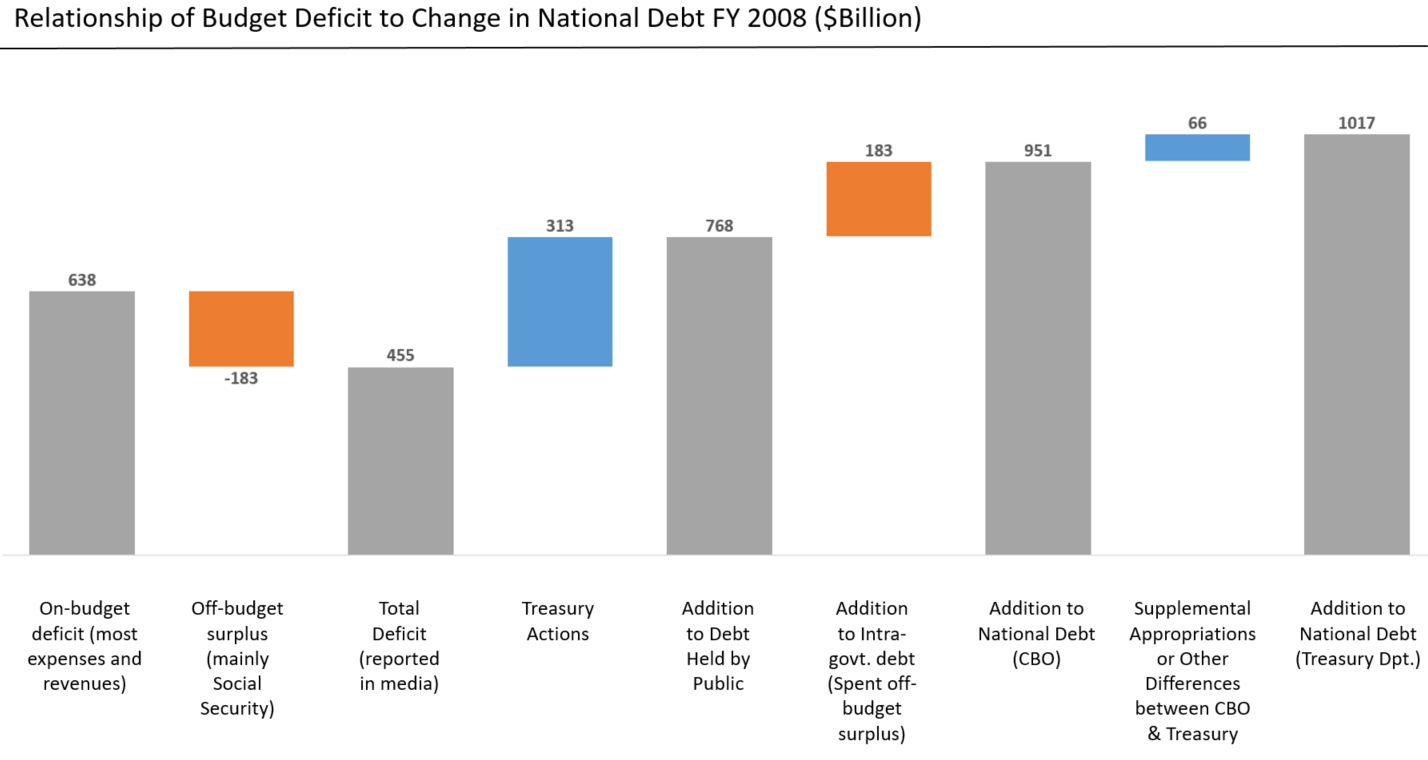
2008년 적자와 부채 변화 비교

개념적으로 연간 적자(또는 흑자)는 국가 부채의 변화를 나타내야 하며, 적자는 국가 부채를 증가시키고 흑자는 감소시켜야 한다. 그러나 예산 계산에는 복잡성이 있어 언론에 일반적으로 보고되는 적자 수치("총 적자")가 연간 부채 증가액과 상당히 다를 수 있다. 주요 차이점은 사회보장 프로그램, 재무부 차입, 예산 과정 외부의 추가 세출의 처리이다.
사회보장 급여세와 수당 지급액은 미국 우정청의 순 잔액과 함께 "예산 외"로 간주되는 반면, 대부분의 다른 지출 및 수입 범주는 "예산 내"로 간주된다. 총 연방 적자는 예산 내 적자(또는 흑자)와 예산 외 적자(또는 흑자)의 합계이다. 1960 회계연도 이후 연방 정부는 1999년과 2000년 회계연도를 제외하고 예산 내 적자를 기록했으며, 1969년과 1998-2001년 회계연도를 제외하고 총 연방 적자를 기록했다.
예를 들어, 2009년 1월 CBO는 2008 회계연도에 "예산 내 적자"가 6,380억 달러였고, "예산 외 흑자"(주로 사회보장 수입이 지불액을 초과했기 때문) 1,830억 달러로 상쇄되어 "총 적자"가 4,550억 달러였다고 보고했다. 이 후자의 수치는 언론에 일반적으로 보고되는 수치다. 그러나 "금융 시장 안정화를 목표로 한 재무부 조치"에 추가로 3,130억 달러가 필요했는데, 이는 서브프라임 모기지 사태로 인해 이례적으로 높은 금액이었다. 이는 "대중에 의해 보유된 부채"가 7,680억 달러 증가했다는 것을 의미한다(4,550억 달러 + 3,130억 달러 = 7,680억 달러). "예산 외 흑자"는 차입되어 지출되었고(일반적인 경우와 같이), "정부 내부 부채"를 1,830억 달러 증가시켰다. 따라서 2008 회계연도에 "국가 부채"의 총 증가액은 7,680억 달러 + 1,830억 달러 = 9,510억 달러였다. 재무부는 2008 회계연도에 국가 부채가 1조 170억 달러 증가했다고 보고했다. 660억 달러의 차이는 테러와의 전쟁에 대한 "추가 세출" 때문일 가능성이 높은데, 이는 오바마 대통령이 2010 회계연도 예산에 대부분을 포함하기 시작할 때까지 일부는 예산 과정 외부에 있었다.
다시 말해, "예산 외" 사회보장 흑자를 지출하는 것은 총 국가 부채를 증가시키지만(정부 내부 부채를 증가시켜), "예산 외" 흑자는 언론에 보고되는 "총" 적자를 감소시킨다. "추가 세출"이라고 불리는 특정 지출은 예산 과정 외부에 있지만 국가 부채를 증가시킨다. 이라크 전쟁 및 아프가니스탄 전쟁 자금은 오바마 행정부 이전에는 이러한 방식으로 회계 처리되었다. 특정 경기 부양 조치 및 이표도 예산 과정 외부에 있었다. 연방 정부는 매일 총 부채(공공 및 정부 내부 보유액)를 게시한다.

## 채무 보유자

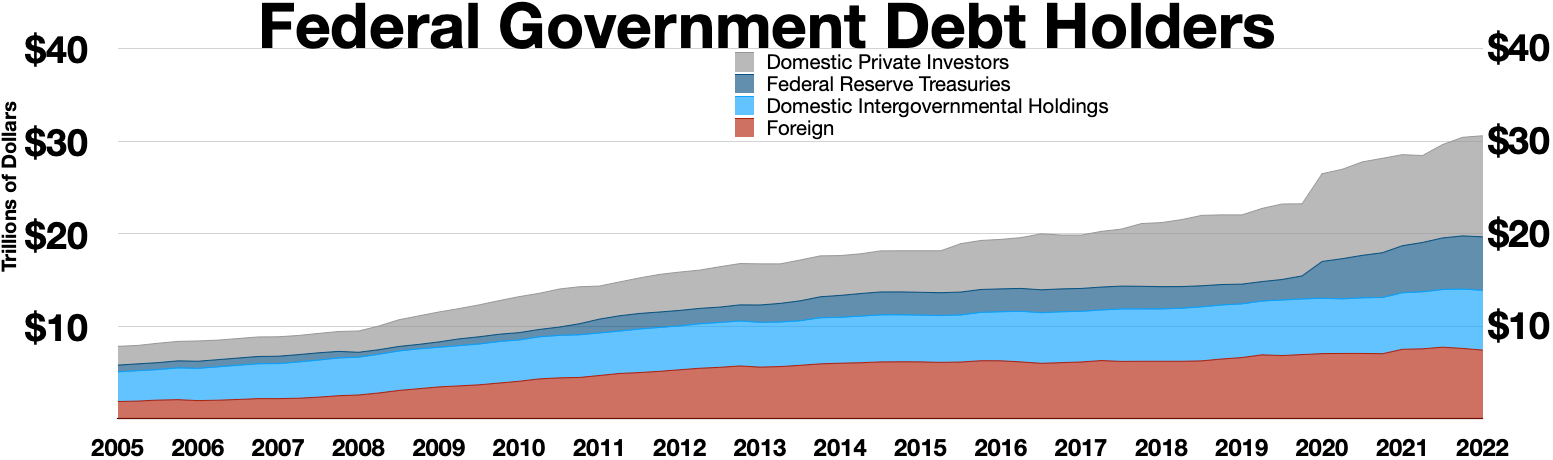
연방 정부 채무 보유자
국내 민간 투자자
연방준비제도 채권
국내 정부 간 보유액
외국인

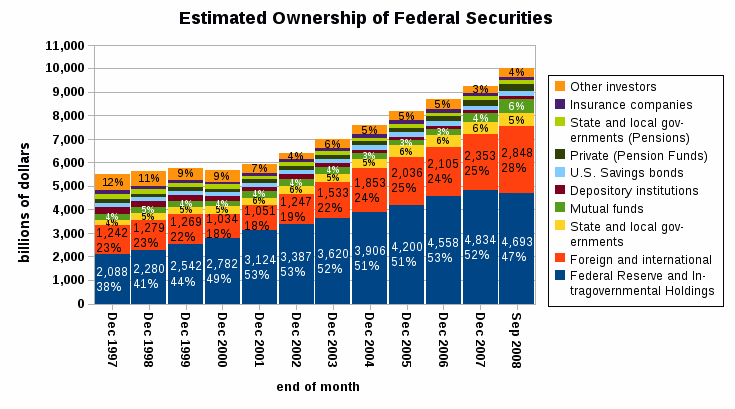
연도별 추정 소유권

다양한 사람들이 "공공" 부채의 어음, 증권, 채권을 소유하고 있기 때문에 재무부는 또한 누가 미국 부채를 소유하고 있는지를 나타내기 위해 일반 범주별로 보유자 유형을 그룹화한 정보를 발행한다. 이 데이터 세트에서는 공공 부채의 일부가 이동하여 총 정부 부채와 결합되는데, 이는 이 금액이 미국 통화 정책의 일환으로 연방준비제도에 의해 소유되기 때문이다. (참고: 연방준비제도.)
차트에서 분명히 알 수 있듯이 총 국가 부채의 절반 미만이 "연방준비제도 및 정부 내부 보유액"에 속한다. 부채의 외국 및 국제 보유자도 어음, 증권, 채권 섹션에서 합쳐진다. 오른쪽은 2008년 6월 현재의 데이터 차트이다.

### 외국인 보유액

2000-2014년 미국 장기 재무부 부채의 구성

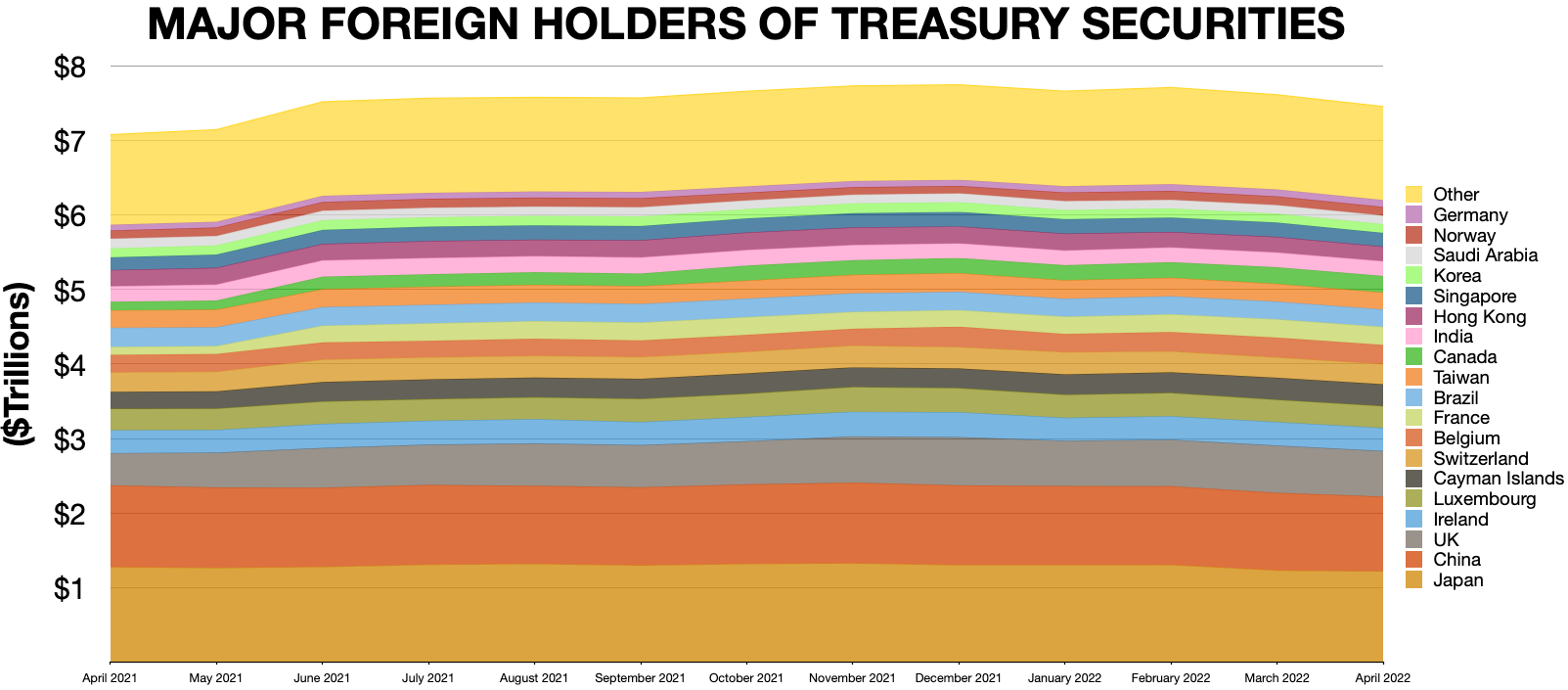
재무부 증권의 외국인 보유자
2021년 4월 - 2022년 4월

2018년 10월 현재 외국인은 6조 2천억 달러의 미국 부채를 소유하고 있으며, 이는 대중이 보유한 부채 16조 1천억 달러의 약 39%이자 총 부채 21조 8천억 달러의 28%에 해당한다. 2020년 12월 외국인은 공개적으로 보유된 미국 부채의 33%(21조 6천억 달러 중 7조 달러)를 보유했으며, 이 7조 달러 중 4조 1천억 달러(59.2%)는 외국 정부 소유였고 2조 8천억 달러(40.8%)는 외국인 투자자 소유였다. 민간 및 공공 부채 보유자를 모두 포함하면 2020년 12월 기준 미국 공공 부채의 상위 3개 국가는 일본 (1조 2천억 달러 또는 17.7%), 중화인민공화국 (1조 1천억 달러 또는 15.2%), 영국 (4천억 달러 또는 6.2%)이다.
역사적으로 외국 정부가 보유한 비중은 시간이 지남에 따라 증가하여 1988년 공공 부채의 13%에서 2015년 34%로 증가했다. 최근 몇 년 동안 외국인 소유는 총 부채의 비율과 총 달러 금액 모두에서 감소했다. 중국의 미국 부채 최대 보유액은 2011년에 9.1% 또는 1조 3천억 달러였으나, 이후 2018년에는 5%로 감소했다. 일본의 최대 보유액은 2012년에 7% 또는 1조 2천억 달러였으나, 이후 2018년에는 4%로 감소했다.

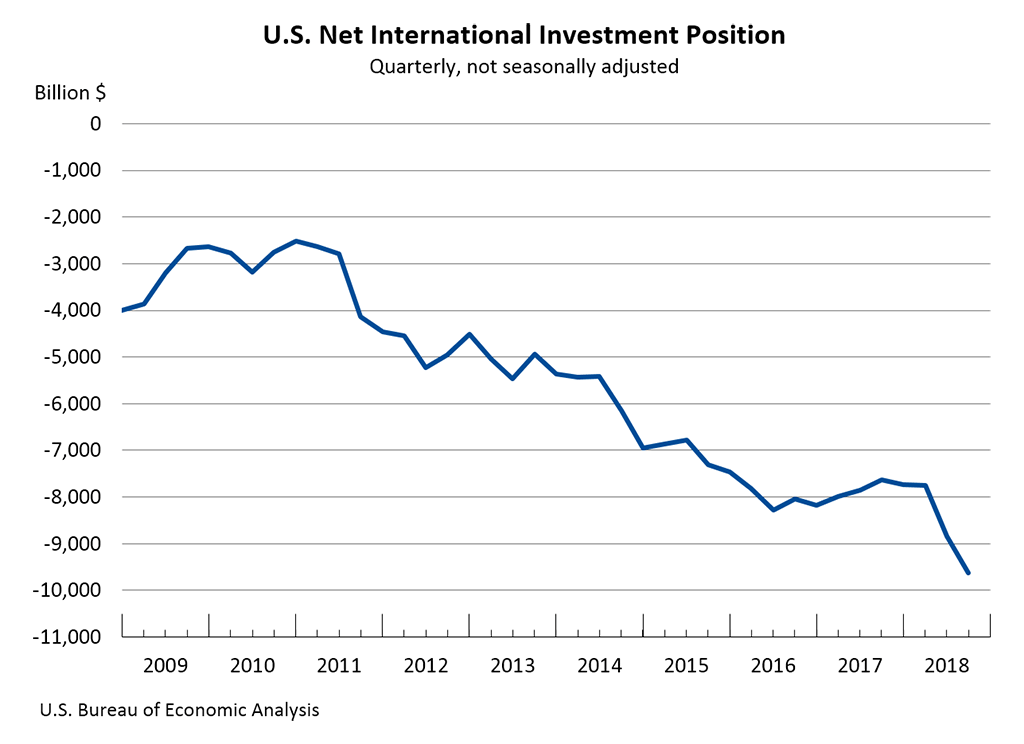
시간에 따른 미국 순대외금융자산

폴 크루그먼에 따르면, "미국은 실제로 해외 자산에서 외국인 투자자에게 지불하는 것보다 더 많은 수입을 얻고 있다." 그럼에도 불구하고, 이 나라의 순대외금융자산은 9조 달러 이상의 부채를 나타낸다.

## 예측

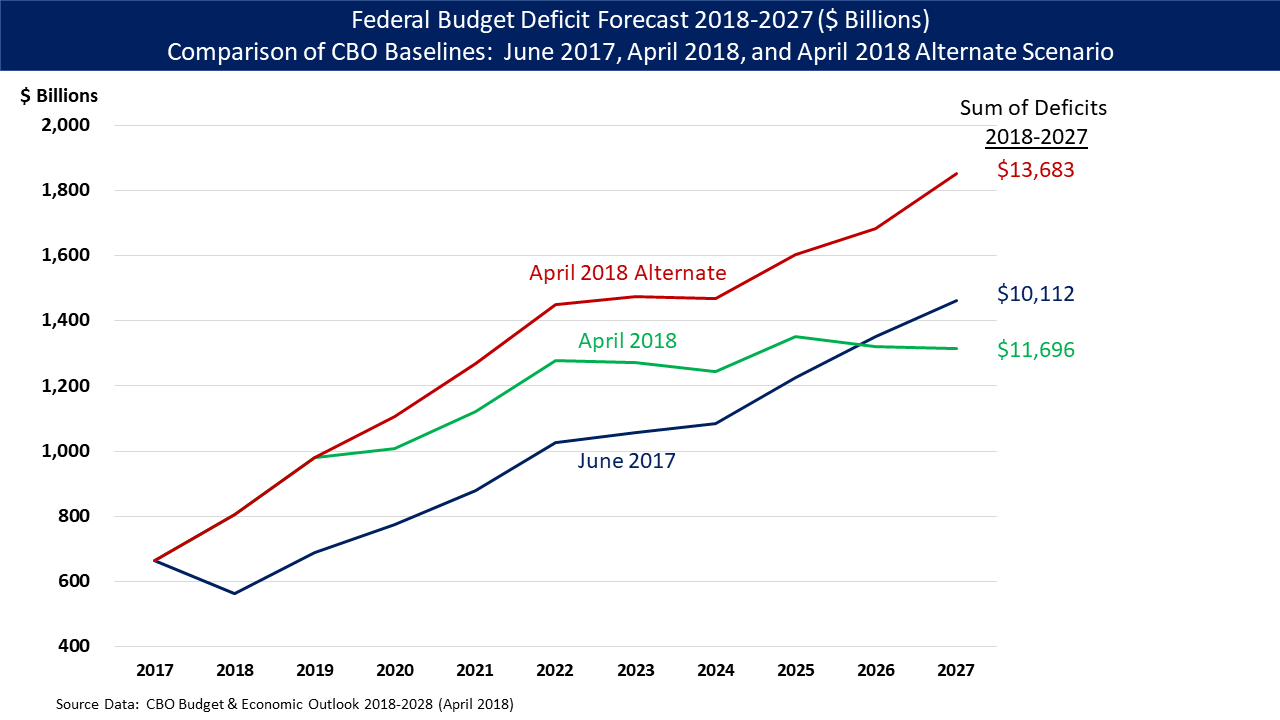
미국 의회예산처(CBO) 기본 시나리오 비교: 2017년 6월, 2018년 4월(트럼프의 감세 및 지출 법안 반영), 2018년 4월 대체 시나리오(트럼프 감세 등 현재 정책 연장 가정)

### CBO 10년 전망 2018–2028 (코로나19 범유행 이전)
미국 의회예산처(CBO)는 2018년 4월에 발표된 연례 "예산 및 경제 전망"에서 2018-2028년 기간 동안 세금 감면 및 일자리 법과 별도의 지출 법안의 영향을 추정했다.
- 2018 회계연도(2017년 10월 1일부터 2018년 9월 30일까지, 도널드 트럼프 대통령 행정부의 첫 회계연도)의 예산 적자는 8,040억 달러로, 2017년의 6,650억 달러에서 1,390억 달러(21%) 증가했으며, 2018년에 대한 이전 기준 예측(2017년 6월)인 5,800억 달러보다 2,420억 달러(39%) 증가했다. 2017년 6월 예측은 본질적으로 버락 오바마 대통령으로부터 물려받은 예산 경로였으며, 감세법과 트럼프 대통령 하의 지출 증가 이전에 준비되었다.
- 2018-2027년 기간 동안 CBO는 연간 적자(즉, 부채 증가)의 합계가 11조 7천억 달러로, 이전 기준 예측(2017년 6월)인 10조 1천억 달러보다 1조 6천억 달러(16%) 증가할 것으로 예상한다.
- 1조 6천억 달러의 부채 증가는 세 가지 주요 요소를 포함한다.
  1. 감세로 인한 1조 7천억 달러의 세수입 감소;
  2. 1조 달러의 지출 증가; 및
  3. 이전 예측보다 높은 경제 성장으로 인한 1조 1천억 달러의 추가 수입으로 부분적으로 상쇄.
- 대중에 의해 보유된 부채는 2018년 말 GDP의 78%(16조 달러)에서 2028년에는 GDP의 96%(29조 달러)로 증가할 것으로 예상된다(의회예산처 전망). 이는 제2차 세계 대전 종전 이후 최고 수준이 될 것이다.
- CBO는 대체 시나리오(2018년 4월 현재 시행 중인 정책이 예정된 시작 또는 만료를 넘어 유지되는 경우)에서 적자가 상당히 더 높을 것으로 추정했으며, 2018-2027년 기간 동안 13조 7천억 달러 증가하여 2017년 6월 기준 예측보다 3조 6천억 달러 증가할 것이다. 예를 들어, 현재 정책을 유지하는 것은 트럼프의 개별 감세를 2025년 예정된 만료일 이후로 연장하는 것 등을 포함한다.
- 1조 6천억 달러의 부채 증가는 가구당 약 12,700달러(2017년 1억 2,620만 가구 가정 시)를 나타내며, 3조 6천억 달러는 가구당 28,500달러를 나타낸다.[24]

### CBO 10년 전망 2020–2030 (코로나19 범유행 기간 동안)
CBO는 미국의 코로나19 범유행의 영향으로 2020 회계연도 예산 적자가 3조 3천억 달러 또는 GDP의 16%로 증가할 것으로 추정했으며, 이는 2019년의 세 배 이상이며 1945년 이후 GDP 대비 가장 높은 비율이다. CBO는 또한 공개적으로 보유된 부채가 2007년 대침체 이전의 35%와 2019년의 79%에 비해 2020년에는 GDP의 98%로 증가할 것으로 예측했다.

### CBO 장기 전망

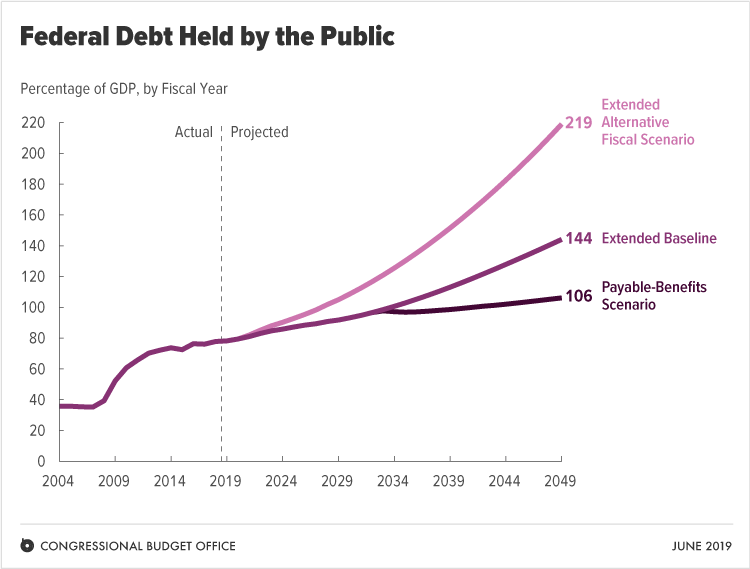
미국 연방 정부의 공개적으로 보유된 부채의 실제 및 예상 GDP 대비 비율

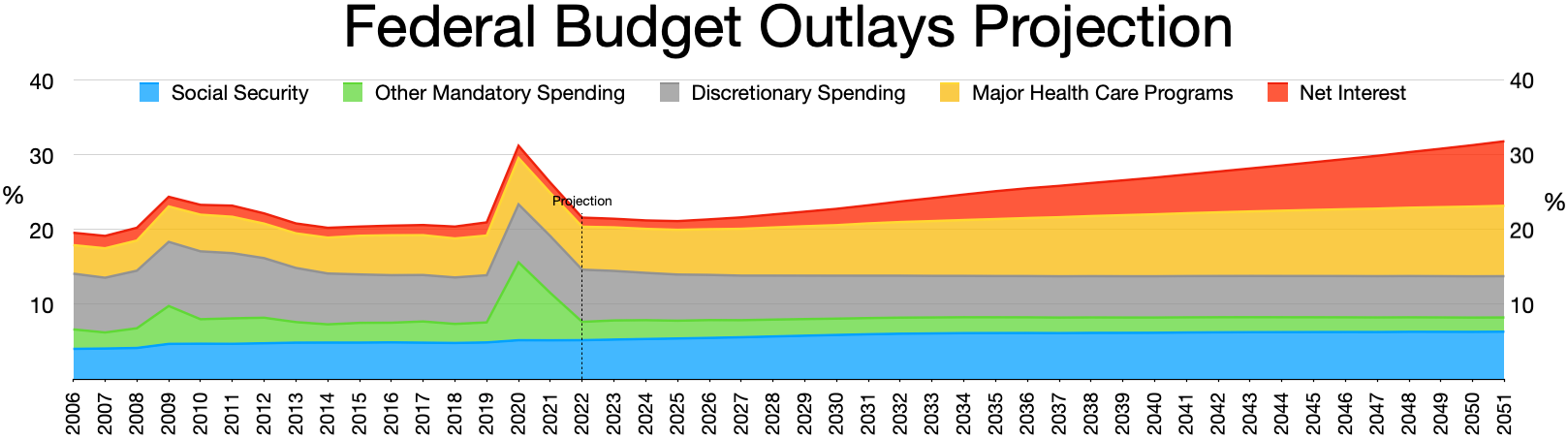
연방 예산 지출 예상

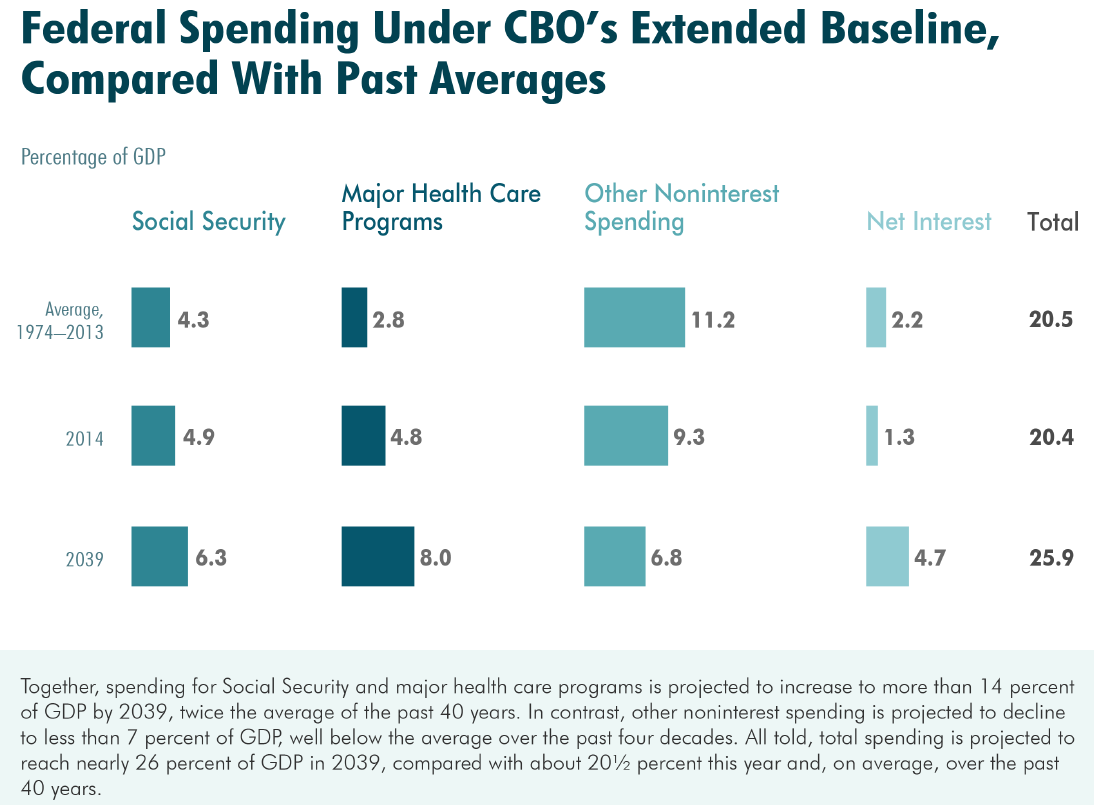
의무 프로그램 지출은 GDP 대비 증가하는 반면, 재량 프로그램은 감소할 것으로 예상된다.

미국 의회예산처(CBO)는 매년 장기 예산 전망을 보고하며, 지출, 수입, 적자, 부채에 대한 최소 두 가지 시나리오를 제공한다. 2019년 전망은 주로 2049년까지의 30년 기간을 다룬다. CBO는 다음과 같이 보고했다.
향후 30년간의 대규모 예산 적자는 대중에 의해 보유된 연방 부채를 전례 없는 수준으로 끌어올릴 것으로 예상된다. 이는 2019년 국내총생산(GDP)의 78%에서 2049년에는 144%로 증가할 것이다. 이 예측은 생산성 성장 및 연방 부채 이자율과 같은 다양한 요소에 대한 CBO의 중앙 추정치를 통합한다. CBO의 분석에 따르면, 이러한 요소들의 가치가 기관의 예측과 다르더라도 수십 년 후의 부채는 오늘날보다 훨씬 높을 가능성이 있다.
게다가, 다른 시나리오에서는 다음과 같다.
만약 입법자들이 현재 시행 중인 특정 주요 정책을 유지하기 위해 현행 법률을 변경한다면—가장 중요하게는 2020년 재량 지출 삭감과 2026년 개인 소득세 인상을 막는다면—공공 부채는 더욱 증가하여 2049년에는 GDP의 219%에 달할 것이다. 반대로 사회 보장 혜택이 사회 보장 신탁 기금에서 받는 수입으로 제한된다면, 2049년 부채는 GDP의 106%에 달하여 여전히 현재 수준보다 훨씬 높을 것이다.
장기적으로 CBO는 이자 비용 및 의무 지출 범주(예: 메디케어, 메디케이드 및 사회보장)는 GDP 대비 계속 증가할 것으로 예상하는 반면, 재량 범주(예: 국방 및 기타 내각 부서)는 GDP 대비 계속 감소할 것으로 예상한다. 부채는 위 두 시나리오에서 GDP 대비 계속 증가할 것으로 예상되지만, CBO는 GDP 대비 부채 비율을 낮출 수 있는 긴축 조치를 포함하는 다른 시나리오도 제시했다.

## 부채 감축 제안

### 마이너스 실질 이자율
2010년 이후 미국 재무부는 정부 부채에 대해 마이너스 실질 이자율을 적용하고 있는데, 이는 인플레이션율이 부채에 대해 지불하는 이자율보다 높다는 것을 의미한다. 이처럼 낮은 이자율은 인플레이션율에 뒤처지는데, 이는 시장이 충분히 낮은 위험을 가진 대안이 없다고 믿거나, 보험 회사, 연금 또는 채권, 머니 마켓 및 균형 상호 펀드와 같은 인기 있는 기관 투자가 위험을 헤지하기 위해 재무부 증권에 충분히 많은 금액을 투자해야 하거나 투자하기로 선택할 때 발생한다. 경제학자 로런스 서머스는 이러한 낮은 이자율에서 정부 차입은 실제로 납세자 돈을 절약하고 신용도를 향상시킨다고 말한다.
1940년대 후반부터 1970년대 초반까지 미국과 영국은 마이너스 실질 금리를 활용하여 10년마다 GDP의 약 30%에서 40% 정도 부채 부담을 줄였지만, 정부 부채 금리가 계속해서 이처럼 낮게 유지될 것이라는 보장은 없다. 1946년에서 1974년 사이에 미국의 GDP 대비 부채 비율은 121%에서 32%로 떨어졌는데, 이는 이 기간 동안 흑자가 발생한 해가 8년밖에 되지 않았으며 그마저도 적자보다 훨씬 적었음에도 불구하고 발생한 일이다.

### 지급준비율 인상 및 전액 준비 은행
국제 통화 기금에서 근무하는 두 경제학자, 야로미르 베네스(Jaromir Benes)와 미하엘 쿰호프(Michael Kumhof)는 시카고 계획 재고라는 보고서를 발표하여 은행의 지급준비율을 높이고 부분지급준비제도에서 전액준비제도로 전환함으로써 부채를 없앨 수 있다고 제안했다. 파리 경제 학교의 경제학자들은 이 계획에 대해 주화 통화의 경우 이미 현상 유지 상태라고 언급했으며, 노르웨이 중앙은행의 한 경제학자는 금융 산업을 실물경제의 일부로 간주하는 맥락에서 이 제안을 검토했다. 경제 정책 연구 센터 보고서는 "새로운 불환지폐 발행으로 인해 실제 부채가 발생하지 않으므로 공공 부채가 증가하지 않는다"는 결론에 동의한다.

## 경제적 위험 및 논쟁

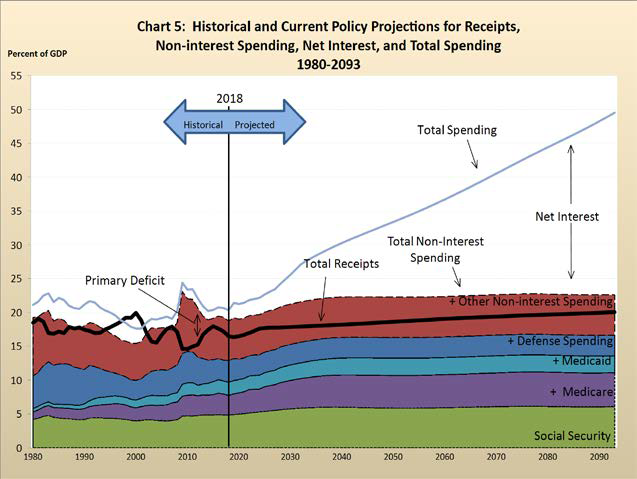
2018년 GAO 재무 보고서에 따른 미국 연방 정부 수입 및 지출의 과거 및 예상치

### CBO 위험 요인
미국 의회예산처(CBO)는 2010년 7월에 발표한 보고서에서 증가하는 부채 수준과 관련된 여러 유형의 위험 요인을 보고했다.
- 저축의 증가하는 부분이 공장 및 컴퓨터와 같은 생산적인 자본재에 대한 투자보다 정부 부채 구매에 사용되어, 그렇지 않았더라면 발생했을 산출량 및 소득이 감소할 것이다.
- 증가하는 이자 비용을 지불하기 위해 높은 한계 세율이 사용되면, 저축이 감소하고 근로 의욕이 저하될 것이다.
- 증가하는 이자 비용으로 인해 정부 프로그램이 축소될 것이다.
- 정책 입안자들이 경제적 도전에 대응하기 위해 재정 정책을 사용할 수 있는 능력에 대한 제한; 그리고
- 투자자들이 더 높은 이자율을 요구하는 갑작스러운 재정 위기의 위험 증가.[65]

### 신용 불이행
미국은 한 번도 완전한 채무 불이행을 겪은 적이 없다. 그러나 1979년 4월, 미국은 1억 2,200만 달러(~1979년 2019 기준 4.3억 원)의 재무부 증권에 대해 사실상 기술적인 채무 불이행을 했을 수도 있는데, 이는 미국 부채의 1% 미만이었다. 재무부는 이를 채무 불이행이라기보다는 지연으로 특징지었지만, 이는 단기 이자율에 영향을 미쳐 0.6% 상승했다. 다른 이들은 이를 일시적이고 부분적인 채무 불이행으로 본다.

### 부채 한도
미국의 부채 한도는 미국 재무부가 부담할 수 있는 국가 부채 금액에 대한 입법적 제약이다. 이는 연방 정부가 이미 가진 부채에 대해 추가로 돈을 빌려 지불할 수 있는 금액을 제한한다. 부채 한도는 메디케어와 사회보장을 위한 공공 및 정부 내부 자금을 포함하여 거의 모든 연방 부채에 적용된다.

### 지속가능성
2009년 미국 회계감사원(GAO)은 미국의 메디케어 및 사회보장 지출의 미래 증가 예측으로 인해 미국이 "재정적으로 지속 불가능한" 경로에 있다고 보고했다. 2018년 10월 재무부 보고서에 따르면, 비즈니스 인사이더의 밥 브라이언이 요약한 바와 같이, 미국 연방 예산 적자는 도널드 트럼프 대통령이 2017년 12월 22일 서명한 2017년 세금 감면 및 일자리 법과 2018년 3월 23일 서명된 2018년 통합 세출법으로 인해 증가했다.

### 경제 성장에 대한 위험
부채 수준은 경제 성장률에 영향을 미칠 수 있다. 2010년 경제학자 케네스 로고프와 카르멘 라인하트는 연구 대상 20개 선진국 중 부채가 상대적으로 보통 또는 낮은 수준(즉, GDP의 60% 미만)일 때 평균 연간 GDP 성장률이 3~4%였지만, 부채가 높은 수준(즉, GDP의 90% 초과)일 때는 1.6%로 떨어졌다고 보고했다. 2013년 4월, 로고프와 라인하트 연구의 결론은 매사추세츠 대학교 애머스트의 허든, 애쉬, 폴린에 의해 원 논문의 코딩 오류가 발견되면서 의문이 제기되었다. 허든, 애쉬, 폴린은 오류와 사용된 비정통적인 방법을 수정한 후, 특정 임계값 이상의 부채가 성장을 감소시킨다는 증거는 없다는 것을 발견했다. 라인하트와 로고프는 오류를 수정한 후에도 높은 부채와 성장 사이에 음의 관계가 남아 있다고 주장한다. 그러나 폴 크루그먼을 포함한 다른 경제학자들은 낮은 성장이 국가 부채를 증가시키는 원인이지, 그 반대가 아니라고 주장했다.
벤 버냉키 전 연방준비제도 이사회 의장은 2010년 4월 재정 지속 가능성에 대해 언급하면서 "경험이나 경제 이론 모두 정부 부채가 번영과 경제 안정에 위협이 되는 한계점을 명확히 보여주지 않는다. 그러나 빠르게 증가하는 연방 부채와 관련된 상당한 비용과 위험을 고려할 때, 우리 국가는 시간이 지남에 따라 적자를 지속 가능한 수준으로 줄이기 위한 신뢰할 수 있는 계획을 곧 마련해야 한다."고 말했다.

### 이자 및 채무 상환 비용

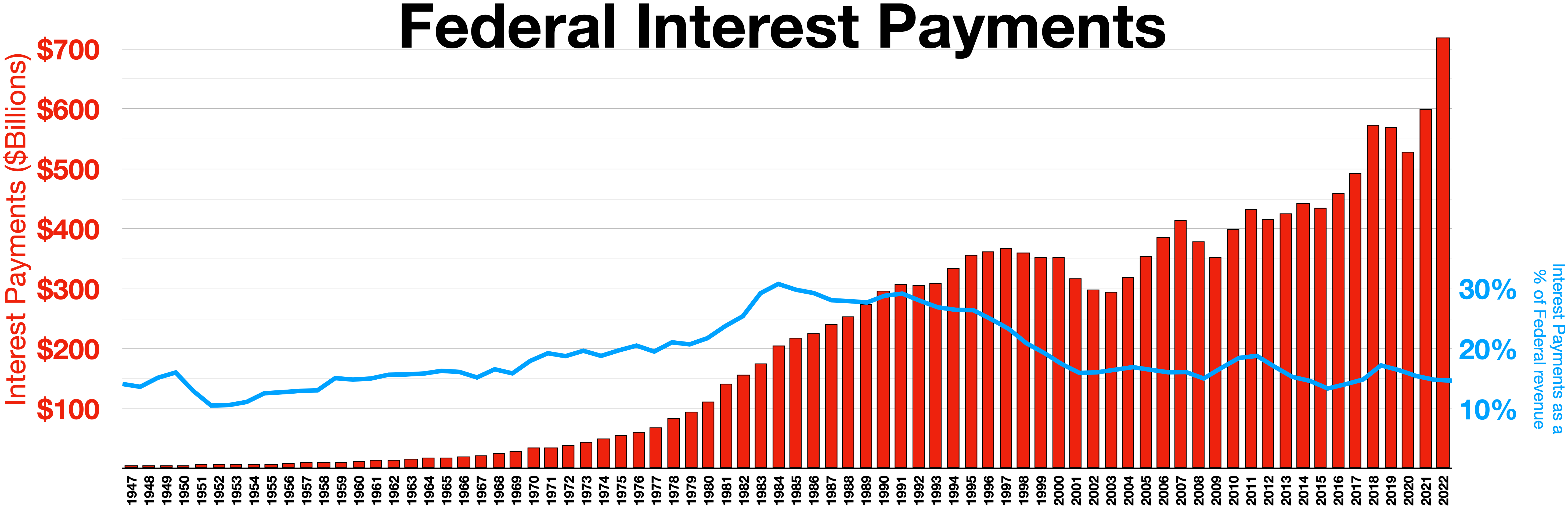
연방 부채에 대한 이자
회계 연도 총 이자 지불액

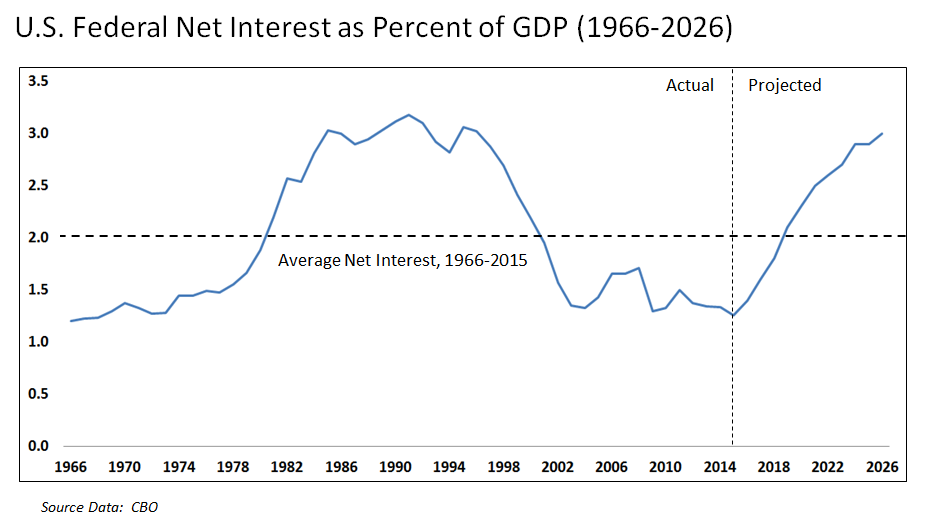
GDP 대비 이자, 부채 부담의 척도인 이자율은 2015년에 매우 낮았지만, 2016-2026년 기간 동안 이자율과 부채 수준이 모두 상승하면서 증가할 것으로 예상된다.

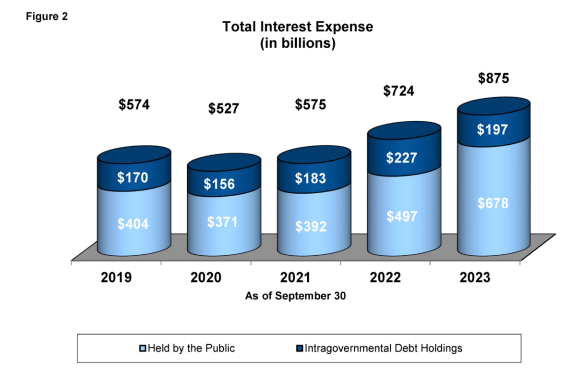
2023년 연방 부채 이자

2023 회계연도에 공공 부채에 대한 이자 비용은 약 6,780억 달러였다. 2023 회계연도 동안 정부는 주로 사회보장신탁기금을 포함한 정부 내부 부채에 대해 1,970억 달러의 비현금 이자 비용을 발생시켜 총 이자 비용은 8,750억 달러에 달했다. 이 발생 이자는 매년 사회보장신탁기금과 국가 부채에 추가되며 미래에 사회보장 수급자에게 지급될 것이다. 그러나 이는 비현금 비용이므로 예산 적자 계산에서는 제외된다.
2018/19 회계연도 말(2019년 9월 30일 종료) 연방 부채는 22조 7천억 달러(~2018년 2019 기준 23.1조 원)였다. 이 중 대중에 의해 보유된 부분은 16조 8천억 달러였다. 두 수치 모두 정부에 빚진 약 2조 5천억 달러를 포함하지 않는다. 부채에 대한 이자는 4,040억 달러였다.
미국 국가 부채 상환 비용은 다양한 방식으로 측정할 수 있다. CBO는 순 이자를 GDP 대비 백분율로 분석하며, 백분율이 높을수록 이자 지급 부담이 높다는 것을 나타낸다. 2015년에는 GDP의 1.3%로, 1966-1968년 시대의 최저 기록인 1.2%에 근접했다. 1966년부터 2015년까지의 평균은 GDP의 2.0%였다. 그러나 CBO는 2016년에 이자율과 부채 수준이 모두 상승함에 따라 다음 10년 동안 이자 금액과 GDP 대비 백분율이 크게 증가할 것으로 추정했다. "이러한 부채에 대한 이자 지불은 연방 정부의 크고 빠르게 증가하는 지출을 나타낸다. CBO의 기준선은 순 이자 지불액이 현행 법률에 따라 2014년 2,310억 달러(GDP의 1.3%)에서 2024년 7,990억 달러(GDP의 3.0%)로 세 배 이상 증가하여 1996년 이후 최고 비율을 기록할 것으로 보여준다."
책임 있는 연방 예산 위원회 (CRFB)의 연구에 따르면, 미국 정부는 2024년까지 국방 예산보다 부채 상환에 더 많은 돈을 지출할 것이다.
2023년 10월, 10년 만기 재무부 어음의 수익률이 5%를 돌파했는데, 이는 거래자들이 미국의 재정 상황에 대한 평가를 조정하고 의회나 백악관이 이를 개선하기 위한 조치를 취할 것이라는 기대를 낮추었기 때문이다. 그 영향은 주택 구매자들에게 미쳐 30년 만기 모기지 금리가 20년 만에 최고치를 기록했으며, 기업들은 더 높은 차입 비용에 직면했다. 연방 정부가 지불하는 이자는 2022 회계연도 동안 1,840억 달러 증가했으며 여전히 상승하고 있다.

#### 최신 통계
| 회계연도 | GAO: (총) 채무 상환 | FRED: (총) 채무 상환. | GAO: (공공 보유) 채무 상환 | FRED: 연방 수입. | FRED: 채무 상환/수입 |
| -------- | ------------------- | --------------------- | -------------------------- | ---------------- | -------------------- |
| 2023     | 875.5               | 981                   | 678                        | 4439             | 22%                  |
| 2022     | 723.6               | 829.6                 | 496.5                      | 4896             | 17%                  |
| 2021     | 575                 | 612                   | 392                        | 4047             | 15%                  |
| 2020     | 527                 | 517.7                 | 371                        | 3421             | 15%                  |
| 2019     | 574                 | 564.5                 | 404                        | 3463             | 16%                  |
| 2018     | 528.4               | 571                   | 357                        | 3330             | 17%                  |
| 2017     | 456.7               | 493                   | 296                        | 3316             | 15%                  |
| 2016     | 430                 | 460                   | 273                        | 3268             | 14%                  |
| 2015     | 407                 | 434.7                 | 251                        | 3250             | 13%                  |
| 2014     | 433                 | 442                   | 260                        | 3021             | 15%                  |
| 2013     | 425                 | 425                   | 247.6                      | 2775             | 15%                  |
| 2012     | 432                 | 417                   | 245.4                      | 2450             | 17%                  |
| 2011     | 453.6               | 433                   | 250.9                      | 2303             | 19%                  |
| 2010     | 413                 | 399.5                 | 215                        | 2162.7           | 18%                  |
| 2009     | 380.7               | 353.8                 | 189                        | 2105             | 17%                  |

### 중국의 미국 부채 보유액
2013년 포브스 기사에 따르면, 많은 미국 및 기타 재무분석가들은 중화인민공화국이 보유하고 있는 미국 정부 부채의 양에 대해 우려를 표명했다. 2012 회계연도 국방수권법에는 미국의 국방부 장관이 "중국이 보유한 미국 연방 부채에 대한 국가 안보 위험 평가"를 수행하도록 요구하는 조항이 포함되었다. 국방부는 2012년 7월 보고서를 발표하며 "미국 재무부 증권을 강압적인 도구로 사용하려는 시도는 제한적인 효과를 가질 것이며 미국보다는 중국에 더 많은 해를 끼칠 가능성이 있다"고 밝혔다. 2013년 8월 19일 미국 의회조사국 보고서는 이러한 위협은 신뢰할 수 없으며 실행되더라도 효과가 제한적일 것이라고 밝혔다. 이 보고서는 이러한 위협이 "외교, 군사 또는 경제 분야에서 중국에게 억지력 옵션을 제공하지 않을 것이며, 이는 평시와 위기 또는 전쟁 시나리오 모두에서 사실일 것"이라고 말했다.
2010년 제임스 K. 갈브레이스의 더 네이션 기사는 적자를 옹호하고 중국의 달러화 미국 정부 부채 보유액에 대한 우려를 일축한다. 2010년 워런 모슬러는 "중국이 그 재무부 증권을 회수할 때마다 돈은 연방준비제도의 중국 당좌 예금 계좌로 다시 이체된다. 전체 구매 및 회수 과정 동안 달러는 연방준비제도를 떠나지 않는다."라고 썼다. 호주 경제학자 빌 미첼은 미국 정부가 "지출할 거의 무한한 능력"을 가지고 있다고 주장했다. 2020년 미중 긴장이 고조되는 가운데, 우에다 토탄 포렉스(Ueda Totan Forex Ltd.)의 매니저 사카이 유조는 중국이 미국 채권을 대규모로 매각할 경우 투자자들이 일본 엔으로 몰려 안전 자산 통화로 사용될 수 있다고 말했다. 2018년부터 중국은 미국 연방 부채 보유량을 점진적으로 줄여 2020년 6월에는 총 1조 70억 달러에 이르렀으며, 이는 일본에 이어 미국의 가장 큰 외국 채권국이 되었다. 국제 기독교 대학의 스테판 내기(Stephen Nagy) 교수는 중국의 매각이 "단기적으로 미국에 해를 끼칠 수 있지만", 중국 및 세계 경제에도 "심각한 경제 불안정"을 초래할 것이라고 말했다. 템플 대학교 재팬의 교수이자 아시아 연구 소장인 제프 킹스턴도 이에 동의하며, 대규모 매각이 미국 채권 가격을 낮춰 다른 국가들에게 더 매력적으로 만들 것이라고 덧붙였다. 그러나 한 기관 투자자에 따르면, 일본이 이미 많은 미국 정부 부채 보유량을 늘리는 것은 어려울 수 있는데, 이는 그러한 움직임이 "통화 조작"으로 간주될 수 있기 때문이다.

### 공공 부채의 정의 논란
경제학자들은 또한 공공 부채의 정의에 대해 논쟁한다. 크루그먼은 2010년 5월에 대중에 의해 보유된 부채가 사용하기에 적절한 척도라고 주장한 반면, 라인하트는 대통령 재정 개혁 위원회에 총 부채가 적절한 척도라고 증언했다. 예산 및 정책 우선순위 센터(CBPP)는 위원회 위원들과 달리 여러 경제학자들의 연구를 인용하며, 부채 부담을 보다 정확하게 측정하기 위해서는 더 낮은 대중에 의해 보유된 부채 수치를 사용하는 것이 타당하다고 주장했다.
2011년 2월 기준으로 약 4조 6천억 달러에 달하는 정부 내부 부채의 경제적 성격에 대한 논쟁이 있다. 예를 들어, CBPP는 "대중이 보유한 부채의 대규모 증가는 또한 금리를 인상하고 연방 정부가 미국 외부의 채권자들에게 미래에 지불해야 할 이자 지급액을 증가시켜 미국인의 소득을 감소시킬 수 있다. 이와 대조적으로, 정부 내부 부채(총 부채의 다른 구성 요소)는 연방 정부가 자체적으로 빚지고(이자도 지불하는) 돈이기 때문에 그러한 영향을 미치지 않는다"고 주장한다. 그러나 CBO와 OMB가 예측하는 바와 같이 미국 정부가 가까운 미래에 "예산 내" 적자를 계속 기록한다면, 사회보장 프로그램의 예상 부족분을 충당하기 위해 시장성 있는 재무부 어음 및 채권(즉, 대중이 보유한 부채)을 발행해야 할 것이다. 이는 "정부 내부 부채"를 "대중이 보유한 부채"로 대체하는 결과를 낳을 것이다.

### 세대간 형평

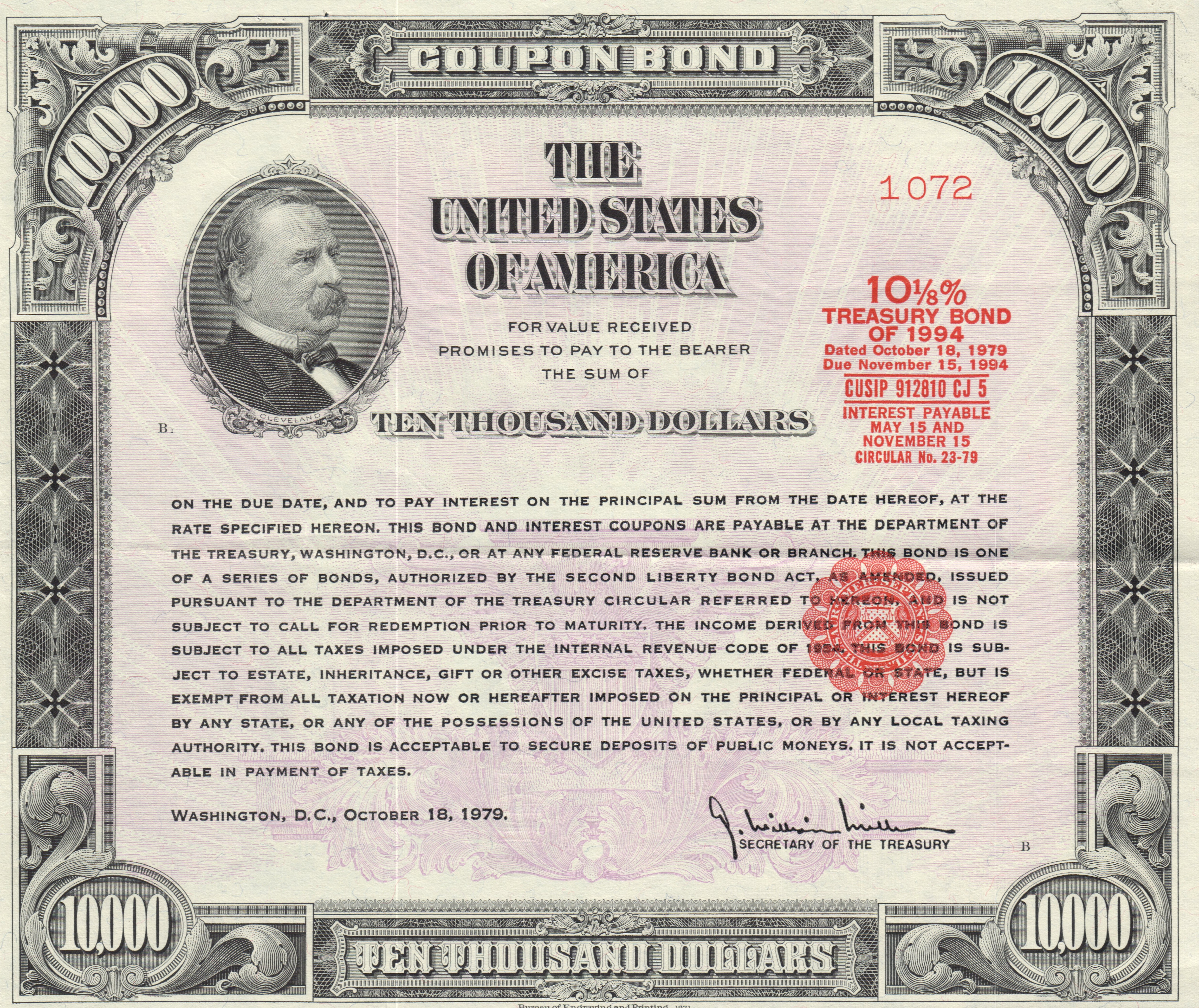
1979년 1만 달러 재무부 채권

국가 부채에 대한 논쟁 중 하나는 세대간 형평과 관련이 있다. 예를 들어, 한 세대가 적자 지출 및 부채 축적으로 인해 정부 프로그램이나 고용의 혜택을 받는다면, 그 결과로 발생하는 더 높은 부채가 미래 세대에 어떤 위험과 비용을 부과하는가? 고려해야 할 몇 가지 요인이 있다.
- 대중에 의해 보유된 부채 1달러당, 투자자에게는 자산으로 간주되는 정부 채무(일반적으로 시장성 있는 재무부 증권)가 있다. 미래 세대는 이러한 자산이 자신들에게 전달되는 만큼 혜택을 받는다.[114]
- 2010년 현재, 금융 자산의 약 72%는 인구의 가장 부유한 5%가 보유하고 있었다.[115] 이는 미래 세대의 일부만이 오늘날 발생한 부채와 관련된 투자로부터 원금이나 이자를 받을 것이므로 부와 소득 분배 문제를 제기한다.
- 2012년 동안 "대중이 보유한 부채"의 약 절반이 외국인 투자자에게 빚진 경우, 원금과 이자는 미국 상속인에게 직접 지급되지 않는다.[114]
- 더 높은 부채 수준은 더 높은 이자 지불을 의미하며, 이는 미래 납세자에게 비용을 발생시킨다(예: 더 높은 세금, 더 낮은 정부 혜택, 더 높은 인플레이션, 또는 재정 위기 위험 증가).[65]
- 차입된 자금이 유용한 인프라 프로젝트 또는 교육과 같이 경제와 근로자의 장기적인 생산성을 향상시키기 위해 오늘날 투자되는 경우, 미래 세대는 혜택을 받을 수 있다.[116]
- 정부 내부 부채 1달러당, 특정 프로그램 수혜자에게 대한 의무, 즉 사회보장신탁기금에 보유된 것과 같은 비시장성 증권이 있다. 이러한 프로그램의 미래 적자를 줄이는 조정은 더 높은 세금이나 더 낮은 프로그램 지출을 통해 미래 세대에게도 비용을 부과할 수 있다.

크루그먼은 2013년 3월, 공공 투자를 소홀히 하고 일자리를 창출하지 못함으로써 우리는 단순히 부채를 물려주는 것보다 미래 세대에 훨씬 더 큰 해를 끼치고 있다고 썼다. "재정 정책은 실제로 도덕적인 문제이며, 우리는 다음 세대의 경제 전망에 대해 우리가 하는 일에 대해 부끄러워해야 한다. 그러나 우리의 죄는 너무 많이 빌리는 것이 아니라 너무 적게 투자하는 것이다." 젊은 근로자들은 높은 실업률에 직면하고 있으며, 연구에 따르면 그들의 소득은 그들의 경력 내내 뒤처질 수 있다. 교사 일자리가 줄어들어 교육의 질과 젊은 미국인들의 경쟁력에 영향을 미칠 수 있다.

## 코로나19 범유행과 그 여파
미국의 코로나19 범유행은 2020년 3월부터 경제에 심각한 영향을 미쳤는데, 기업들이 폐쇄되고 직원들이 해고되거나 일시 해고되었기 때문이다. 4월 9일로 끝나는 3주 동안 약 1,600만 명이 실업 보험을 신청했다. 이는 실업자 수가 크게 증가했음을 의미하며, 이는 세수입 감소와 함께 실업 보험 및 영양 지원에 대한 자동안정화장치 지출 증가로 이어질 것으로 예상된다. 부정적인 경제적 영향으로 인해, 새로운 입법을 고려하지 않더라도 주 및 연방 예산 적자는 극적으로 증가할 것이다.
수백만 근로자의 소득 손실을 해결하고 기업을 지원하기 위해 의회와 트럼프 대통령은 2020년 3월 27일 코로나바이러스 지원, 구호 및 경제 안보법 (CARES Act)을 제정했다. 이 법안에는 기업에 대한 대출 및 보조금과 함께 개인에 대한 직접 지불 및 실업 보험에 대한 추가 자금이 포함되었다. 이 법안의 추정 비용은 2조 3천억 달러였으며, 대출의 일부 또는 전부가 결국 이자와 함께 상환될 것으로 예상되었다. 이 법안이 2020년 1월 CBO 10년 기준선(코로나19 범유행 이전에 완성됨)에 비해 예산 적자를 거의 확실히 증가시켰을 것이지만, 이 법안이 없었다면 완전한 경제 붕괴가 발생했을 수도 있다. 그러나 2023년 현재, 이 대출의 상당 부분은 면제되었다.
CBO는 2020년 4월 16일 CARES 법에 대한 예비 점수를 제공했으며, 2020년부터 2030년까지 연방 적자를 약 1조 8천억 달러 증가시킬 것으로 추정했다. 이 추정치에는 다음이 포함된다.
- 의무 지출 9,880억 달러 증가;
- 세수입 4,460억 달러 감소; 및
- 긴급 보충 예산으로 인한 재량 지출 3,260억 달러 증가.

CBO는 법안의 모든 부분이 적자를 증가시키지는 않을 것이라고 보고했다. "이 법안은 총 2조 달러 이상의 재정 지원을 제공하지만, 예상 비용은 그보다 적은데, 이는 지원의 일부가 대출 보증 형태로 되어 있기 때문이며, 이는 예산에 순 영향을 미치지 않을 것으로 추정된다. 특히, 이 법안은 재무부 장관에게 연방준비제도 이사회가 설립한 긴급 대출 시설에 최대 4,540억 달러를 제공할 수 있도록 승인한다. 그 대출에서 발생하는 수입과 비용이 대략적으로 상쇄될 것으로 예상되므로, CBO는 해당 조항으로 인한 적자 효과가 없을 것으로 추정한다."
책임있는 연방 예산 위원회는 2020 회계연도 예산 적자가 기록적인 3조 8천억 달러(~2020년 2019 기준 NaN 원) 또는 GDP의 18.7%로 증가할 것으로 추정했다. 규모를 보면, 2009년에는 대침체의 깊이에서 예산 적자가 GDP의 9.8%(명목상 1조 4천억 달러)에 달했다. CBO는 2020년 1월에 2020 회계연도 예산 적자가 1조 달러(~2020년 2019 기준 NaN 원)가 될 것으로 예측했는데, 이는 코로나19 범유행이나 CARES 법의 영향을 고려하기 전이었다. CFRB는 또한 2020년 9월 미국의 국가 부채가 GDP의 106%에 달하여 제2차 세계 대전 이후 최고 기록을 경신할 것으로 추정했다.
조 바이든 대통령 또한 코로나19 범유행 구제에 상당한 양의 돈을 할당했다. 2021년 5월 보고서에 따르면, 바이든은 경기 부양 수표 제공 및 학교와 저소득층 아동 지원을 포함하여 기후 변화와 같은 다른 노력에 5조 7,200억 달러(~2021년 2019 기준 NaN 원)를 지출했거나 지출할 계획이다. 경제학자들은 조 바이든 행정부의 전례 없는 지출 수준이 경제의 통화 공급을 증가시킨 결과 2021년부터 2022년까지의 인플레이션 급등에 부분적으로 기여했는지에 대해 의견이 나뉜다.

## 부록

### 선택된 연도의 국가 부채
| 회계연도                  | 총 부채, $십억 | 총 부채 GDP 대비 % | 공공 부채, $십억, 1996– | 공공 부채 GDP 대비 % | GDP, $십억, BEA/OMB |
| ------------------------- | -------------- | ------------------ | ----------------------- | -------------------- | ------------------- |
| 1910                      | 2.65/-         | 8.1%               | 2.65                    | 8.1%                 | 추정 32.8           |
| 1920                      | 25.95/-        | 29.2%              | 25.95                   | 29.2%                | 추정 88.6           |
| 1927                      | 18.51/-        | 19.2%              | 18.51                   | 19.2%                | 추정 96.5           |
| 1930                      | 16.19/-        | 16.6%              | 16.19                   | 16.6%                | 추정 97.4           |
| 1940                      | 42.97/50.70    | 43.8–51.6%         | 42.77                   | 43.6%                | -/98.2              |
| 1950                      | 257.3/256.9    | 92.0%              | 219.00                  | 78.4%                | 279.0               |
| 1960                      | 286.3/290.5    | 53.6–54.2%         | 236.80                  | 44.3%                | 535.1               |
| 1970                      | 370.9/380.9    | 35.0–36.0%         | 283.20                  | 27.0%                | 1,061               |
| 1980                      | 907.7/909.0    | 32.4–32.6%         | 711.90                  | 25.5%                | 2,792               |
| 1990                      | 3,233/3,206    | 54.4–54.8%         | 2,400                   | 40.8%                | 5,899               |
| 2000                      | a15,659        | a 55.9%            | a 3,450                 | 33.9%                | 10,150              |
| 2001                      | a2 5,792       | a 55.0%            | a 3,350                 | 31.6%                | 10,550              |
| 2002                      | a3 6,213       | a 57.4%            | a 3,550                 | 32.7%                | 10,800              |
| 2003                      | a 6,783        | a 60.1%            | a 3,900                 | 34.6%                | 11,300              |
| 2004                      | a 7,379        | a 61.3%            | a 4,300                 | 35.6%                | 12,050              |
| 2005                      | a4 7,918       | a 61.7%            | a 4,600                 | 35.7%                | 12,850              |
| 2006                      | a5 8,493       | a 62.3%            | a 4,850                 | 35.4%                | 13,650              |
| 2007                      | a6 8,993       | a 62.9%            | a 5,050                 | 35.3%                | 14,300              |
| 2008                      | a7 10,011      | a 67.7%            | a 5,800                 | 39.4%                | 14,800              |
| 2009                      | a8 11,898      | a 82.2%            | a 7,550                 | 52.4%                | 14,450              |
| 2010                      | a9 13,551      | a 91.0%            | a 9,000                 | 61.0%                | 14,900              |
| 2011                      | a10 14,781     | a 95.6%            | a 10,150                | 65.8%                | 15,450              |
| 2012                      | a11 16,059     | a 99.7%            | a 11,250                | 70.3%                | 16,100              |
| 2013                      | a12 16,732     | a 100.4%           | a 12,000                |                      | 16,650              |
| 2014                      | a13 17,810     | a 102.5%           | a 12,800                |                      | 17,350              |
| 2015                      | a14 18,138     | a 100.3%           | 13,124                  |                      | 18,100              |
| 2016                      | a15 19,560     | a105.5%            | 14,173                  |                      | 18,550              |
| 2017                      | a16 20,233     | a105.1%            | 14,673                  |                      | 19,250              |
| 2018                      | a17 21,506     | a106.0%            | 15,761                  |                      | 20,300              |
| 2019                      | a18 22,711     | a107.4%            | 16,809                  |                      | 21,150              |
| 2020                      | 26,938         | 128.0%             |                         |                      | 21,050              |
| 2021 10월 '20 – 6월 '21만 | 28,529         | 130.6%             |                         |                      | 21,850              |

2018년 7월 27일, BEA는 종합 업데이트를 통해 GDP 수치를 수정했으며, 2013 회계연도부터의 수치도 이에 따라 수정되었다.
2014년 6월 25일, BEA는 다음과 같이 발표했다. "[2014년 7월 30일, 최신 3년 및 2014년 1분기 추정치에 대한 정기 수정 외에도 GDP 및 일부 구성 요소는 1999년 1분기까지 소급하여 수정될 것이다.
1940-2009 회계연도 GDP 수치는 2011년 2월 미국 관리예산실 수치에서 파생되었는데, 이는 이전 GDP 측정치에서 상당한 변화로 인해 이전 연도 수치가 수정되었기 때문이다. 1950-2010 회계연도 GDP 측정치는 2010년 12월 경제 분석국 수치에서 파생되었는데, 이 또한 수정될 수 있으며 특히 최근 연도에 더욱 그렇다. 이후 OMB 수치는 2004년까지 소급하여 수정되었고 BEA 수치(2013년 7월 31일 수정)는 1947년까지 소급하여 수정되었다.
GDP 열(마지막 열)에 "~" 기호로 표시된 추정치와 관련하여, GDP 백분율 변화의 사전(1개월 후) BEA 보고서와 현재 발견된(2013년 11월 기준) 수정치 간의 절대 차이는 1.3% ± 2.0% 또는 0.0~3.3% 범위 내에 있을 확률이 95%라고 명시되어 있으며, 차이가 평균 절대 차이 1.3%에서 표준 편차에 따라 발생한다고 가정한다. 예를 들어, 10조 달러 GDP의 4천억 달러 증가에 대한 사전 보고의 경우, 정확한 GDP 달러 금액이 놓일 수 있는 범위가 4.0%(400 ÷ 10,000)와 0.0~3.3% 다를 것이거나 가설적인 4천억 달러와 700억~7천3백억 달러 범위에 있을 것이라고 95% 확신할 수 있다. 두 달 후, 수정된 값으로 잠재적 차이의 범위가 줄어들고, 세 달 후 또 다른 수정된 값으로 범위가 다시 줄어든다.
1940-1970 회계연도는 전년도 7월 1일에 시작된다(예: 1940 회계연도는 1939년 7월 1일에 시작하여 1940년 6월 30일에 끝난다). 1980-2010 회계연도는 전년도 10월 1일에 시작된다. 사회보장법 이전의 정부 내부 부채는 0과 같다고 가정한다.
1909-1930년 달력 연도 GDP 추정치는 MeasuringWorth.com에서 가져왔다. 회계연도 추정치는 간단한 선형 보간법에서 파생되었다.
(a1) 감사 수치는 "약 5조 6,590억 달러"였다.
(a2) 감사 수치는 "약 5조 7,920억 달러"였다.
(a3) 감사 수치는 "약 6조 2,130억 달러"였다.
(a) 감사 수치는 명시된 수치와 "약" 같다고 언급되었다.
(a4) 감사 수치는 "약 7조 9,180억 달러"였다.
(a5) 감사 수치는 "약 8조 4,930억 달러"였다.
(a6) 감사 수치는 "약 8조 9,930억 달러"였다.
(a7) 감사 수치는 "약 10조 110억 달러"였다.
(a8) 감사 수치는 "약 11조 8,980억 달러"였다.
(a9) 감사 수치는 "약 13조 5,510억 달러"였다.
(a10) GAO는 공공 부채 관리국의 수치가 14조 7,810억 달러임을 확인했다.
(a11) GAO는 공공 부채 관리국의 수치가 16조 590억 달러임을 확인했다.
(a12) GAO는 재무 서비스국의 수치가 16조 7,320억 달러임을 확인했다.
(a13) GAO는 재무 서비스국의 수치가 17조 8,100억 달러임을 확인했다.
(a14) GAO는 재무 서비스국의 수치가 18조 1,380억 달러임을 확인했다.
(a15) GAO는 재무 서비스국의 수치가 19조 5,600억 달러임을 확인했다.
(a16) GAO는 재무 서비스국의 수치가 20조 2,330억 달러임을 확인했다.
(a17) GAO는 재무 서비스국의 수치가 21조 5,060억 달러임을 확인했다.

### 이자 지불액
연방 정부 데이터에 따르면, 2023년 10월 1일 국가 부채에 대한 이자 지급액이 1조 달러를 넘어섰는데, 이는 하루에 30억 달러의 이자 지급액을 의미한다.

이것은 미국이 지불한 모든 이자를 의미하며, 사회보장 및 기타 정부 신탁 기금에 적립된 이자도 포함되며, 다른 곳에서 자주 인용되는 "부채에 대한 이자"에만 국한되지 않는다.

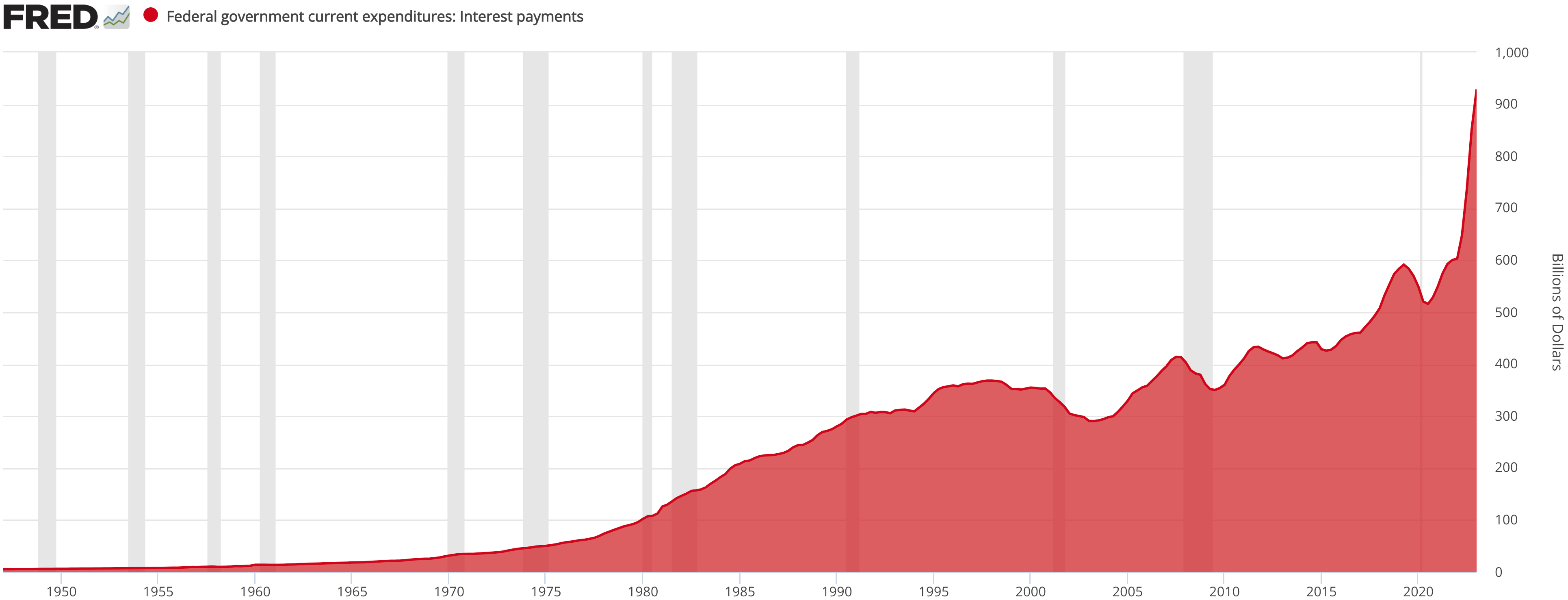
연방 이자 지불액
분기별 데이터 연간 환산

| 회계연도 | 역사적 미결제 부채, $십억, 미국 | 지불 이자 $십억, 미국 | 이자율 |
| 2019     | 22,719                          | 574.6                 | 2.53%  |
| 2018     | 21,516                          | 523.0                 | 2.43%  |
| 2017     | 20,244                          | 458.5                 | 2.26%  |
| 2016     | 19,573                          | 432.6                 | 2.21%  |
| 2015     | 18,150                          | 402.4                 | 2.22%  |
| 2014     | 17,824                          | 430.8                 | 2.42%  |
| 2013     | 16,738                          | 415.7                 | 2.48%  |
| 2012     | 16,066                          | 359.8                 | 2.24%  |
| 2011     | 14,790                          | 454.4                 | 3.07%  |
| 2010     | 13,562                          | 414.0                 | 3.05%  |
| 2009     | 11,910                          | 383.1                 | 3.22%  |
| 2008     | 10,025                          | 451.2                 | 4.50%  |
| 2007     | 9,008                           | 430.0                 | 4.77%  |
| 2006     | 8,507                           | 405.9                 | 4.77%  |
| 2005     | 7,933                           | 352.4                 | 4.44%  |
| 2004     | 7,379                           | 321.6                 | 4.36%  |
| 2003     | 6,783                           | 318.1                 | 4.69%  |
| 2002     | 6,228                           | 332.5                 | 5.34%  |
| 2001     | 5,807                           | 359.5                 | 6.19%  |
| 2000     | 5,674                           | 362.0                 | 6.38%  |
| 1999     | 5,656                           | 353.5                 | 6.25%  |
| 1998     | 5,526                           | 363.8                 | 6.58%  |
| 1997     | 5,413                           | 355.8                 | 6.57%  |
| 1996     | 5,225                           | 344.0                 | 6.58%  |
| 1995     | 4,974                           | 332.4                 | 6.68%  |
| 1994     | 4,693                           | 296.3                 | 6.31%  |
| 1993     | 4,411                           | 292.5                 | 6.63%  |
| 1992     | 4,065                           | 292.4                 | 7.19%  |
| 1991     | 3,665                           | 286.0                 | 7.80%  |

### 미국 재무부 증권의 외국인 보유자
다음은 연방준비제도 이사회(2025년 5월 조사에 의해 개정됨)에 의해 나열된 상위 외국 재무부 증권 보유자 목록이다.

| 2025년 5월 기준 미국 재무부 증권의 주요 외국인 보유자 | 2025년 5월 기준 미국 재무부 증권의 주요 외국인 보유자 | 2025년 5월 기준 미국 재무부 증권의 주요 외국인 보유자 |
| 국가 또는 지역                                        | 십억 달러 (추정)                                      | 2024년 5월 이후 변화율 %                              |
| ----------------------------------------------------- | ----------------------------------------------------- | ----------------------------------------------------- |
| 일본                                                  | 1,135.0                                               | + 3%                                                  |
| 영국                                                  | 809.4                                                 | +11%                                                  |
| 중국                                                  | 756.3                                                 | − 2%                                                  |
| 케이맨 제도                                           | 441.3                                                 | +29%                                                  |
| 캐나다                                                | 430.1                                                 | +21%                                                  |
| 벨기에                                                | 415.5                                                 | +33%                                                  |
| 룩셈부르크                                            | 412.6                                                 | +12%                                                  |
| 프랑스                                                | 375.1                                                 | +33%                                                  |
| 아일랜드                                              | 327.3                                                 | − 3%                                                  |
| 스위스                                                | 303.7                                                 | + 5%                                                  |
| 중화민국                                              | 292.9                                                 | +10%                                                  |
| 홍콩                                                  | 252.6                                                 | +13%                                                  |
| 싱가포르                                              | 249.3                                                 | +19%                                                  |
| 인도                                                  | 235.3                                                 | − 1%                                                  |
| 브라질                                                | 212.1                                                 | − 5%                                                  |
| 노르웨이                                              | 187.3                                                 | +28%                                                  |
| 기타                                                  | 2,210.0                                               | +14%                                                  |
| 총계                                                  | 9,045.8                                               | +11%                                                  |

### 통계

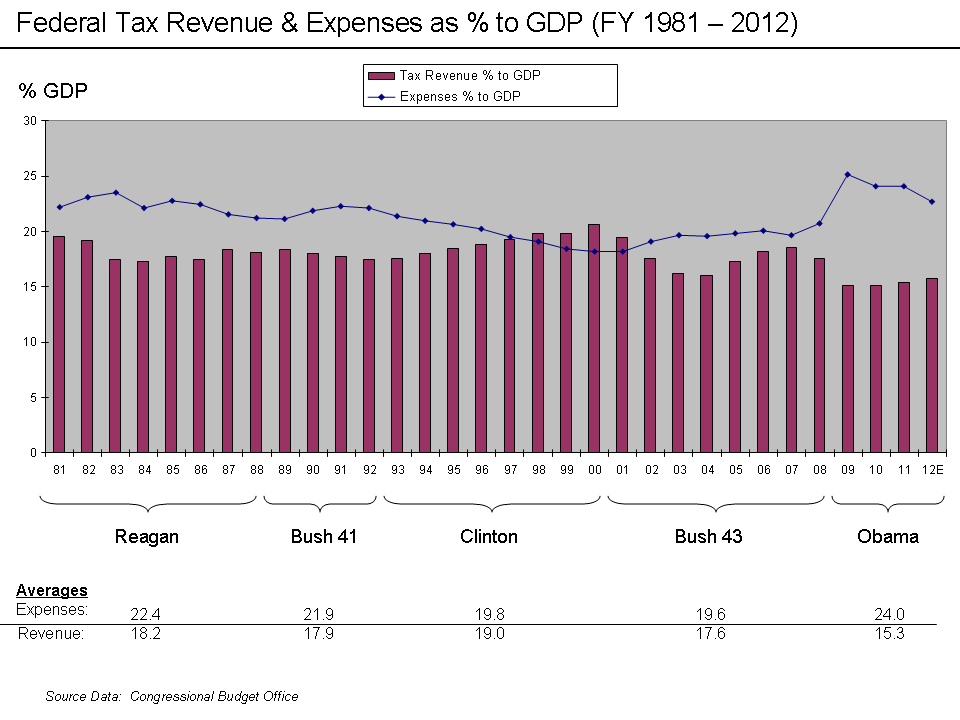
GDP 대비 수입 및 지출 백분율

- 미국의 공식 금 보유고는 2014년 7월 31일 기준 총 2억 6,150만 트로이 온스로 장부가액은 약 110억 4천만 달러다.[154]
- 외환보유고 2014년 9월 기준 1,400억 달러.[155] 미국의 무역수지 (1960년부터), 음수는 무역 적자를 나타낸다.

미국의 무역수지 (1960년부터), 음수는 무역 적자를 나타낸다.

- 2020년 기준 국가 부채는 1인당 80,885달러였다.[156]
- 2016년 3월 기준으로 국가 부채는 미국 인구 1인당 59,143달러, 또는 미국 납세자 1인당 159,759달러에 해당했다.[157]
- 2008년, 부채 상환에 2,420억 달러의 이자 지불액이 지출되었으며, 이는 총 세수입 2조 5천억 달러의 9.6%를 차지했다. 주로 사회보장에 대한 비현금 발생 이자를 포함하면 이자는 4,540억 달러로 세수입의 18%를 차지했다.[140]
- 2005년 기준 미국 총 가계부채는 모기지 대출 및 소비자 부채를 포함하여 11조 4천억 달러였다. 이에 비해 2005년 미국 총 가계 자산은 부동산, 장비, 상호 펀드와 같은 금융 상품을 포함하여 62조 5천억 달러였다.[158]
- 2009년 4월 기준 미국 소비자 신용카드 회전 신용은 9,310억 달러였다.[159]
- 2005년 미국의 상품 및 서비스 무역수지 적자는 7,258억 달러였다.[160]
- 미국 재무부의 2014년 외국 유가증권 보유 현황 예비 연례 보고서에 따르면, 미국은 외국 재무부 유가증권 포트폴리오를 2조 7천억 달러로 평가했다. 가장 큰 채무국은 캐나다, 영국, 케이맨 제도, 호주이며, 이들 국가는 미국 거주자에게 빚진 국가 채무의 1조 2천억 달러를 차지한다.[161]
- 1998년 전체 공공 부채는 냉전 기간 동안 미국 핵무기 및 핵무기 관련 프로그램의 연구, 개발 및 배치 비용과 같았다.[162][163][164]

1998년 브루킹스 연구소의 핵무기 비용 연구 위원회(1993년 W. 앨튼 존스 재단에 의해 설립)가 발표한 연구에 따르면, 1940년부터 1998년까지 미국 핵무기에 대한 총 지출은 1996년 달러 기준으로 5조 5천억 달러였다. 1998 회계연도 말 총 공공 부채는 1998년 달러 기준으로 5조 4,781억 8,900만 달러 또는 1996년 달러 기준으로 5조 3천억 달러였다.

### 국제 부채 비교
| 주체              | 2007 | 2010 | 2011 | 2017/2018 |
| ----------------- | ---- | ---- | ---- | --------- |
| 미국              | 62%  | 92%  | 102% | 108%      |
| 유럽 연합         | 59%  | 80%  | 83%  | 82%       |
| 오스트리아        | 62%  | 78%  | 72%  | 78%       |
| 프랑스            | 64%  | 82%  | 86%  | 97%       |
| 독일              | 65%  | 82%  | 81%  | 64%       |
| 스웨덴            | 40%  | 39%  | 38%  | 41%       |
| 핀란드            | 35%  | 48%  | 49%  | 61%       |
| 그리스            | 104% | 123% | 165% | 179%      |
| 루마니아          | 13%  | 31%  | 33%  | 35%       |
| 불가리아          | 17%  | 16%  | 16%  | 25%       |
| 체코              | 28%  | 38%  | 41%  | 35%       |
| 이탈리아          | 112% | 119% | 120% | 132%      |
| 네덜란드          | 52%  | 77%  | 65%  | 57%       |
| 폴란드            | 51%  | 55%  | 56%  | 51%       |
| 스페인            | 42%  | 68%  | 68%  | 98%       |
| 영국              | 47%  | 80%  | 86%  | 88%       |
| 일본              | 167% | 197% | 204% | 236%      |
| 러시아            | 9%   | 12%  | 10%  | 19%       |
| 아시아 1 (2017+)2 | 37%  | 40%  | 41%  | 80%       |

출처: 유럽 연합 통계국, 국제 통화 기금, 세계 경제 전망 (신흥 시장 경제); 경제 협력 개발 기구, 경제 전망 (선진국 경제), IMF
1중국, 홍콩, 인도, 인도네시아, 한국, 말레이시아, 필리핀, 싱가포르 및 태국
2아프가니스탄, 아르메니아, 호주, 아제르바이잔, 방글라데시, 부탄, 브루나이 다루살람, 캄보디아, 중국, 홍콩 특별 행정구, 인도, 인도네시아, 일본, 카자흐스탄, 키리바시, 한국, 키르기스스탄, 라오스 인민 민주 공화국, 마카오 특별 행정구, 말레이시아, 몰디브, 마셜 제도, 미크로네시아 연방, 몽골, 미얀마, 나우루, 네팔, 뉴질랜드, 파키스탄, 팔라우, 파푸아뉴기니, 필리핀, 사모아, 싱가포르, 솔로몬 제도, 스리랑카, 대만, 타지키스탄, 태국, 동티모르, 통가, 튀르키예, 투르크메니스탄, 투발루, 우즈베키스탄, 바누아투, 베트남

### 미국 공공 부채에 대한 최근 추가 사항

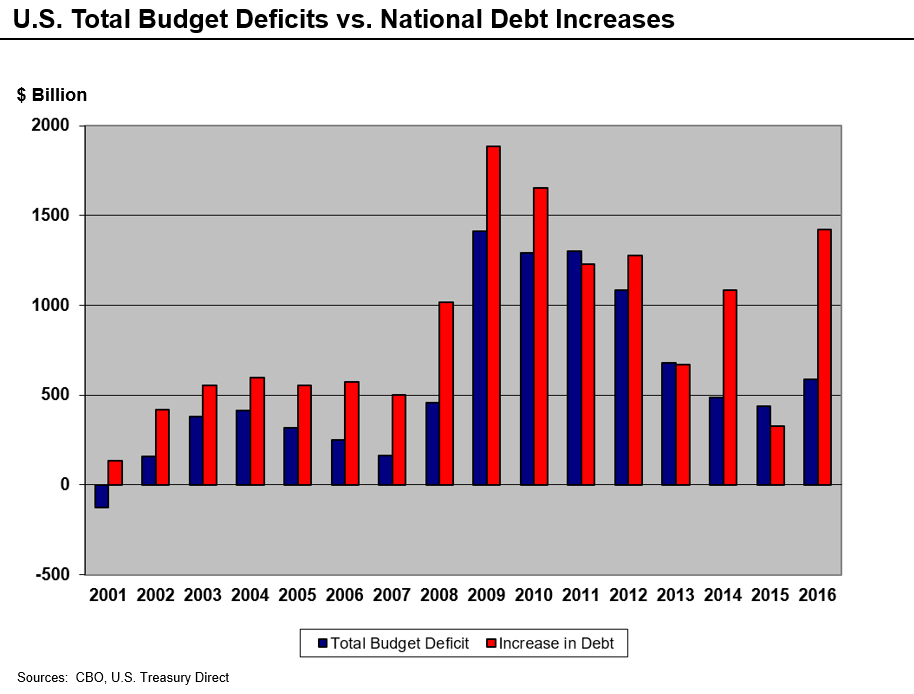
2001-2016년 적자 및 부채 증가

| 회계연도 (명시된 연도 이전의 10월 1일에 시작) | GDP 십억 달러 | 회계연도 신규 부채 십억 달러 | 신규 부채 GDP 대비 % | 총 부채 십억 달러 | 총 부채 GDP 대비 % (GDP 대비 부채 비율) |
| --------------------------------------------- | ------------- | ---------------------------- | -------------------- | ----------------- | --------------------------------------- |
| 1994                                          | 7,200         | 281–292                      | 3.9–4.1%             | ~4,650            | 64.6–65.2%                              |
| 1995                                          | 7,600         | 277–281                      | 3.7%                 | ~4,950            | 64.8–65.6%                              |
| 1996                                          | 8,000         | 251–260                      | 3.1–3.3%             | ~5,200            | 65.0–65.4%                              |
| 1997                                          | 8,500         | 188                          | 2.2%                 | ~5,400            | 63.2–63.8%                              |
| 1998                                          | 8,950         | 109–113                      | 1.2–1.3%             | ~5,500            | 61.2–61.8%                              |
| 1999                                          | 9,500         | 127–130                      | 1.3–1.4%             | 5,656             | 59.3%                                   |
| 2000                                          | 10,150        | 18                           | 0.2%                 | 5,674             | 55.8%                                   |
| 2001                                          | 10,550        | 133                          | 1.3%                 | 5,792             | 54.8%                                   |
| 2002                                          | 10,900        | 421                          | 3.9%                 | 6,213             | 57.1%                                   |
| 2003                                          | 11,350        | 570                          | 5.0%                 | 6,783             | 59.9%                                   |
| 2004                                          | 12,100        | 596                          | 4.9%                 | 7,379             | 61.0%                                   |
| 2005                                          | 12,900        | 539                          | 4.2%                 | 7,918             | 61.4%                                   |
| 2006                                          | 13,700        | 575                          | 4.2%                 | 8,493             | 62.1%                                   |
| 2007                                          | 14,300        | 500                          | 3.5%                 | 8,993             | 62.8%                                   |
| 2008                                          | 14,750        | 1,018                        | 6.9%                 | 10,011            | 67.9%                                   |
| 2009                                          | 14,400        | 1,887                        | 13.1%                | 11,898            | 82.5%                                   |
| 2010                                          | 14,800        | 1,653                        | 11.2%                | 13,551            | 91.6%                                   |
| 2011                                          | 15,400        | 1,230                        | 8.0%                 | 14,781            | 96.1%                                   |
| 2012                                          | 16,050        | 1,278                        | 8.0%                 | 16,059            | 100.2%                                  |
| 2013                                          | 16,500        | 673                          | 4.1%                 | 16,732            | 101.3%                                  |
| 2014                                          | 17,200        | 1,078                        | 6.3%                 | 17,810            | 103.4%                                  |
| 2015                                          | 17,900        | 328                          | 1.8%                 | 18,138            | 101.3%                                  |
| 2016 (10월 '15 – 7월 '16만)                   |               | ~1,290                       | ~7.0%                | ~19,428           | ~106.1%                                 |

2015년 7월 30일, BEA는 2012–2015년 GDP 수치를 수정했다. 이 표의 수치는 당일에 2013년과 2014 회계연도에 대한 변경 사항과 함께 수정되었지만, 2015년 7월 31일 부채 총계 발표와 함께 2015 회계연도는 일주일 이내에 업데이트된다.

### 주 및 지방 정부 부채
미국 주는 주 및 지방 정부 부채를 합쳐 약 3조 달러와 5조 달러의 미확정 부채를 가지고 있다.

## 같이 보기
- 연방준비제도에 대한 비판
- 미국의 재정 상태
- 국가채무에 따른 나라 목록
- 국가부도
- 문제 자산 구제 프로그램
- 2011년 미국 연방 정부 신용 등급 강등
- 글로벌 부채

## 추가 자료
- 앤드루 J. 베이체비치, "오래된 정상: 왜 우리가 전쟁 중독을 이겨낼 수 없는가", 하퍼스 매거진, 340권, 2038호 (2020년 3월), 25–32쪽. "2010년, 미국 합동참모본부 의장이었던 마이클 멀린 제독은 미국의 낭비의 주요 표현인 국가 부채가 '우리 국가 안보에 가장 심각한 위협'이 되었다고 선언했다. 2017년, 폴 셀바 합동참모본부 부의장은 '우리의 기후에서 일어나고 있는 역학 관계가 불확실성을 유발하고 갈등을 유발할 것'이라고 솔직하게 말했다." (31쪽)
- Bonner, William; Wiggin, Addison (2006). 《Empire of Debt: the Rise of an Epic Financial Crisis》. Wiley. ISBN 0-471-78253-X.
- Johnson, Simon; Kwak, James (2012). 《White House Burning: The Founding Fathers, Our National Debt, and Why It Matters To You》. Pantheon. ISBN 978-0-307-90696-0.
- Eisner, 로버트 아이스너 (1993). 〈Federal Debt〉.   데이비드 R. 헨더슨. 《경제학 간결 백과사전》 1판. 경제와 자유 도서관. OCLC 317650570, 50016270 및 163149563.
- Macdonald, James (2006). 《A Free Nation Deep in Debt: The Financial Roots of Democracy》. Princeton University Press. ISBN 0-691-12632-1.
- Wright, Robert (2008). 《One Nation Under Debt: Hamilton, Jefferson, and the History of What We Owe》. Mc-Graw Hill. ISBN 978-0-07-154393-4.